# Schloss Hadamar

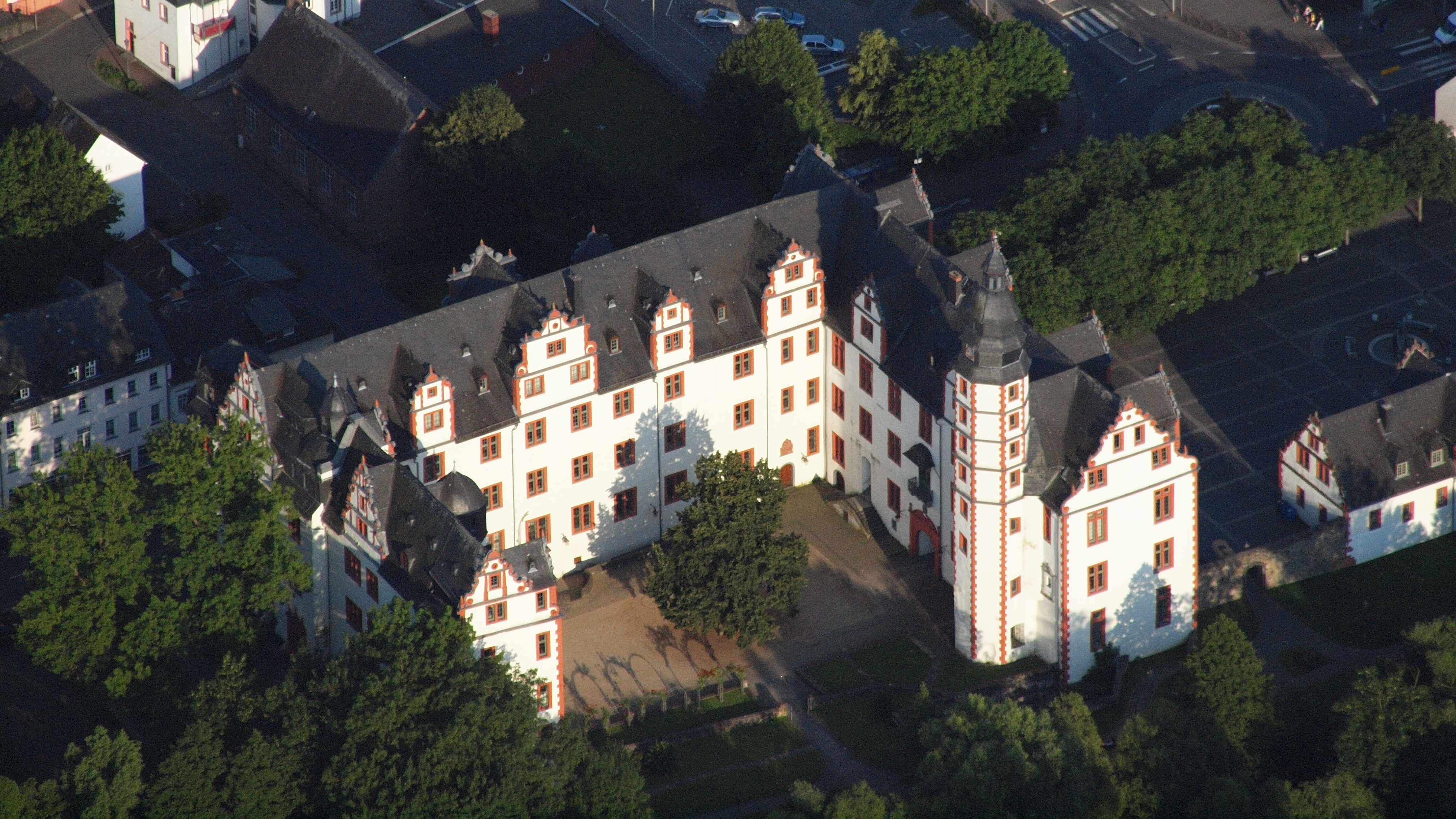
Schloss Hadamar, Blick auf die Gesamtanlage

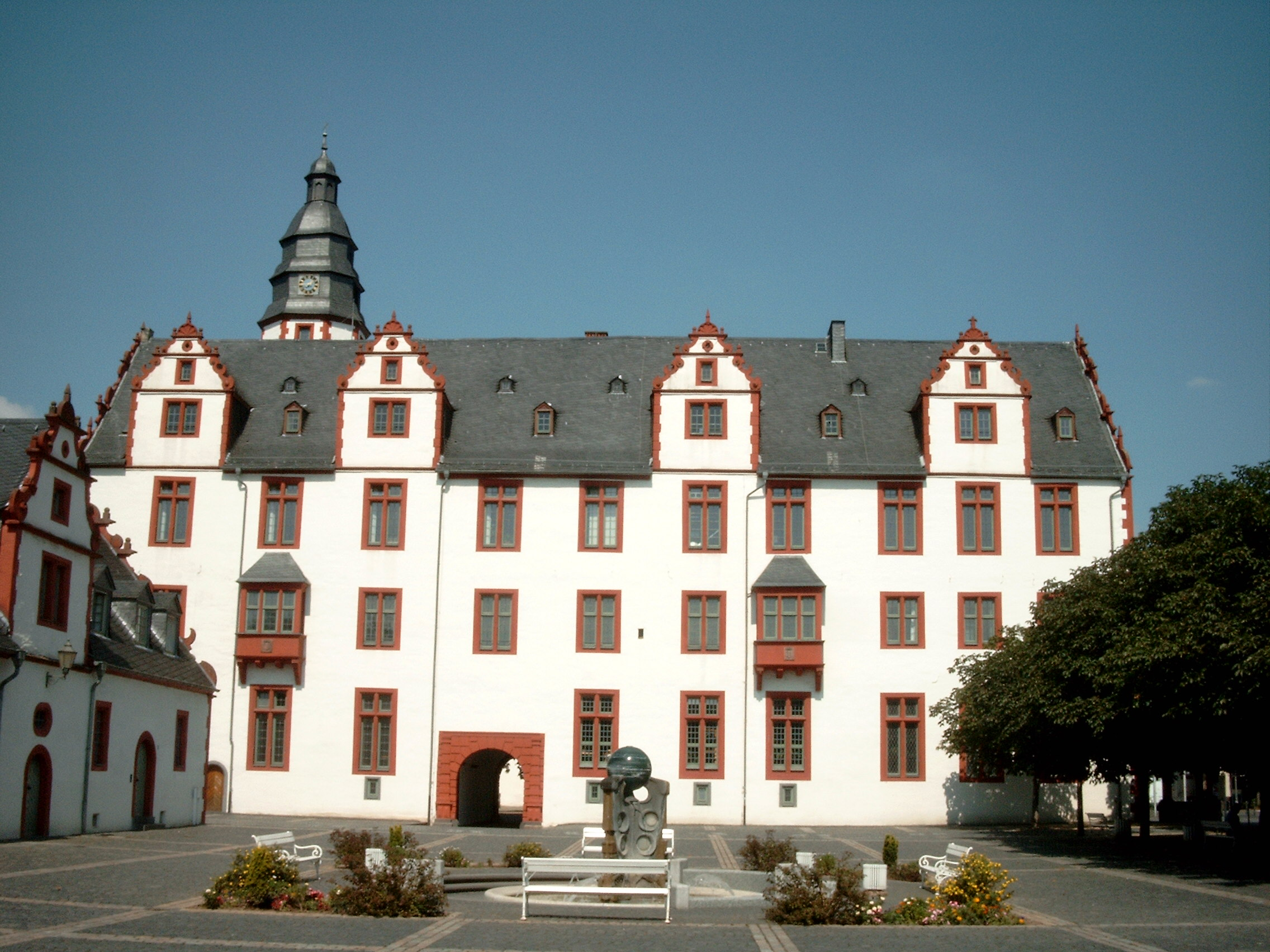
Südflügel des Schlosses Hadamar vom Schlossplatz aus gesehen. Links zu sehen: Teil der ehemaligen Wirtschaftshof-Gebäude.

Das Schloss Hadamar ist ein Schloss in der heute hessischen Stadt Hadamar. Es war die Residenz der Hadamarer Linie des Hauses Nassau und in dieser Funktion zeitweise Herrschaftssitz eines eigenständigen Fürstentums. In seiner heutigen Bauform ist es von der Renaissance geprägt. Das Schloss wird heute als Behördenhaus, die angrenzenden Wirtschaftsgebäude als Stadtmuseum und Gerichtssitz genutzt. Die im Ostflügel befindliche Schlosskirche ist seit 1791 die Kirche der evangelischen Kirchengemeinde Hadamar.
Das Schloss befindet sich am linken Ufer des Elbbachs im Zentrum der heutigen Stadt Hadamar, lag aber am Rand des mittelalterlichen und frühneuzeitlichen Siedlungskerns.

## Beschreibung

### Zustand um 1607

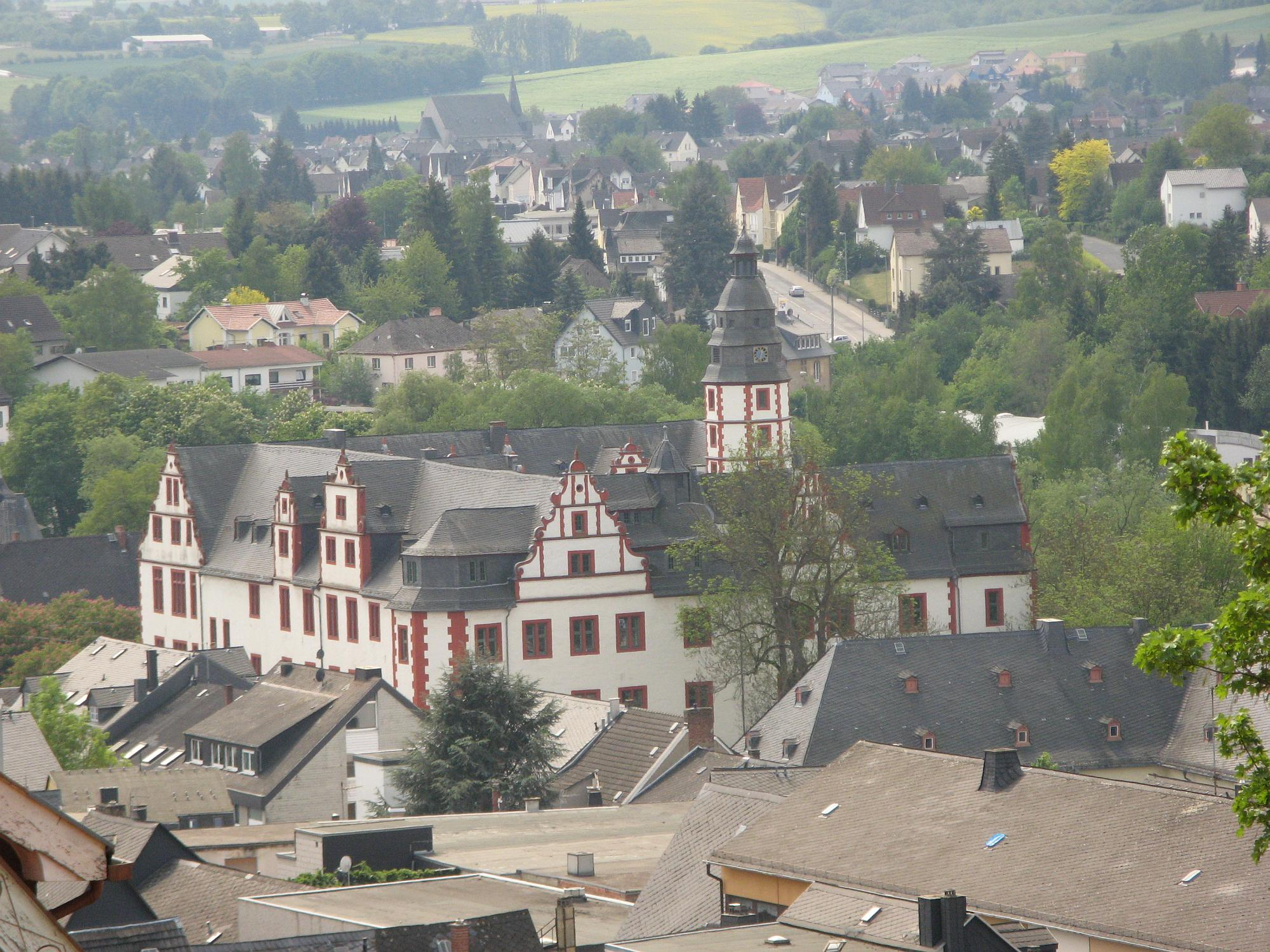
Schloss Hadamar vom Herzenberg aus gesehen.

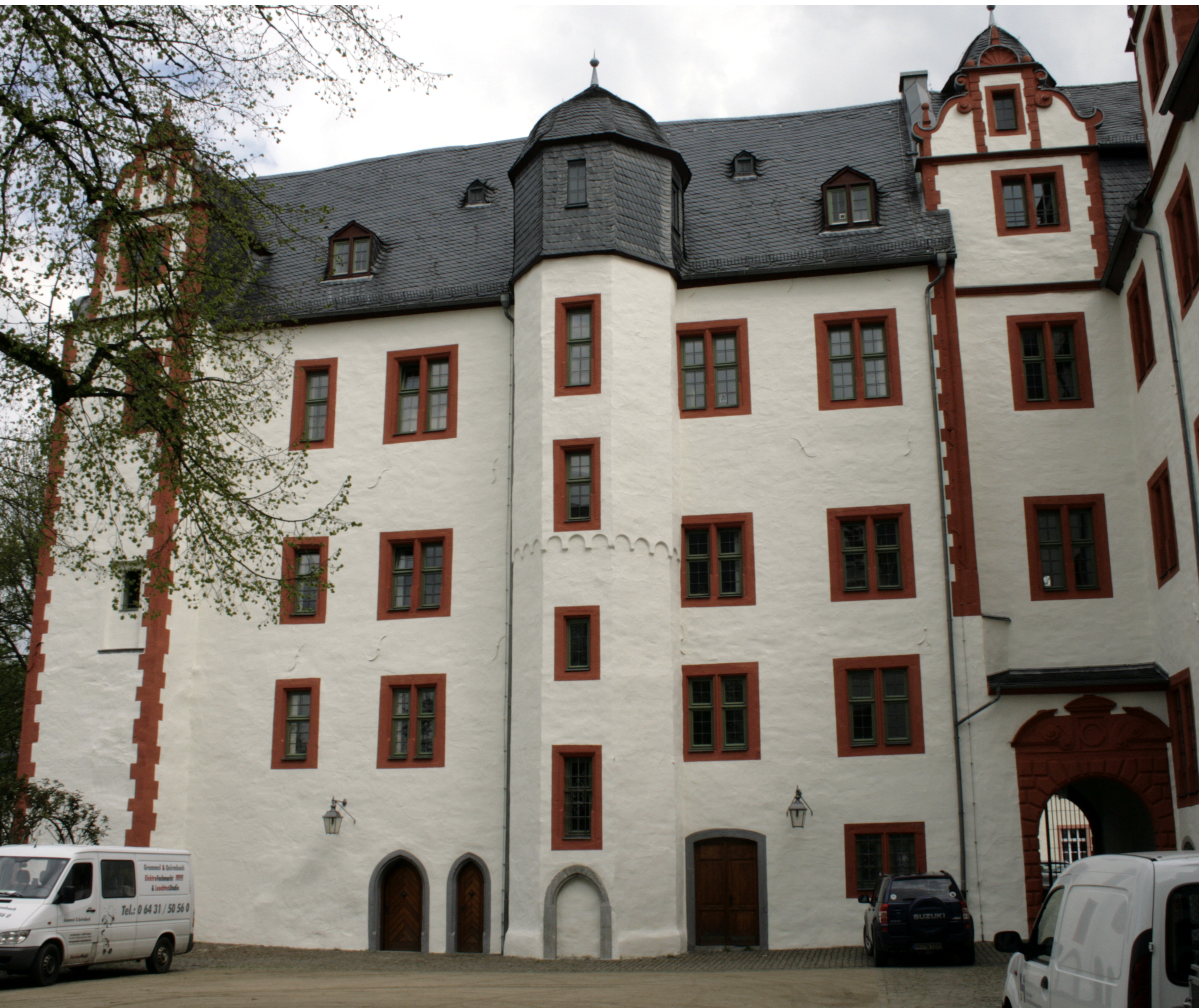
Nordflügel mit vorgebautem Treppenturm (Mitte) von innen gesehen

Kurz nach 1607 muss die erste bekannte Baubeschreibung des Bauwerks entstanden sein. Im Kern handelte es sich noch um eine Burganlage, die komplett von einem Wassergraben umgeben war. Unmittelbar an den Graben schloss sich eine niedrige Mauer an, zwischen ihr und der Hauptmauer befand sich ein schmaler Zwinger. Der Wassergraben verfügte an der Außenseite des Ostflügels über eine eigene Quelle, so dass er unabhängig vom Bachlauf mit Wasser versorgt werden konnte. Im Nordflügel befand sich das Haupttor, das über eine Zugbrücke erreicht werden konnte und mit einer doppelten Toranlage gesichert war. Das äußere Tor verfügte über ein Pförtnerhaus, das innere war durch einen Turm geschützt. Der viergeschossige Nordflügel verfügte über zwei weitere Türme an den Enden und beherbergte die Wohnungen der Kellerbeamten. An der Innenseite befand sich ein vorgebauter Turm mit Wendeltreppe. Der Ostflügel wurde aufgrund der offenbar nur notdürftig behobenen Brandschäden zu dieser Zeit nur als Scheune und Getreidelager genutzt. Zuvor scheint er ein Wohntrakt gewesen zu sein. In der Nordwestecke befand sich ein Wehrturm. Zudem erhob sich an der Hofseite des Ostflügels der massivste Turm der Anlage, der als Treppenturm für den Flügel und zugleich als Bergfried diente. Vor dem Bergfried befand sich im Hof ein Brunnen. Nach Westen, zum Elbbach hin, und nach Süden schlossen Mauern mit hölzernen Wehrgängen die Anlage ab, an deren Innenseiten sich vermutlich hölzerne Wirtschaftsgebäude anlehnten.

### Nach dem Umbau im 17. Jahrhundert

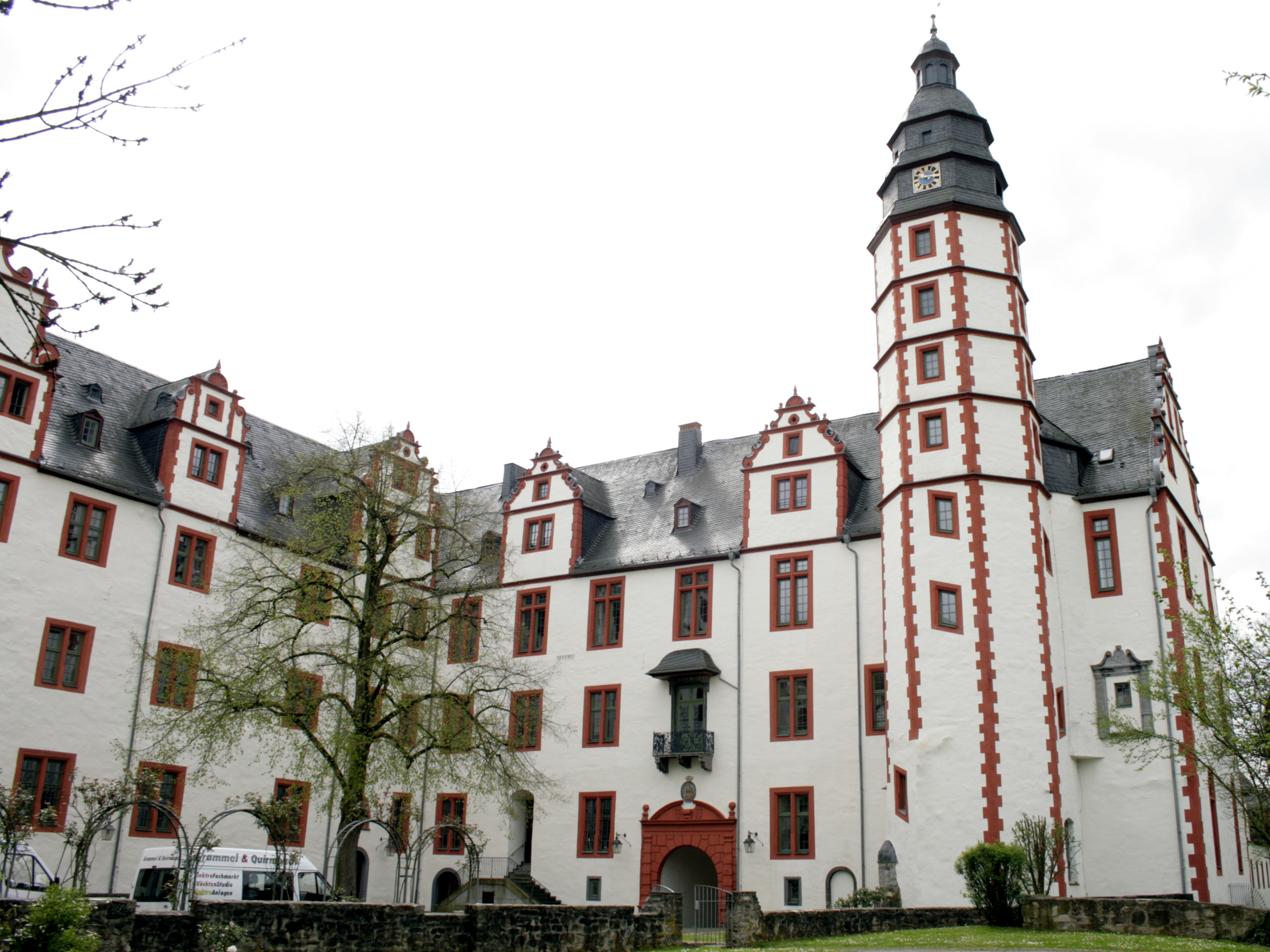
Blick über den abgerissenen Westflügel in den Schlosshof und auf den Südflügel

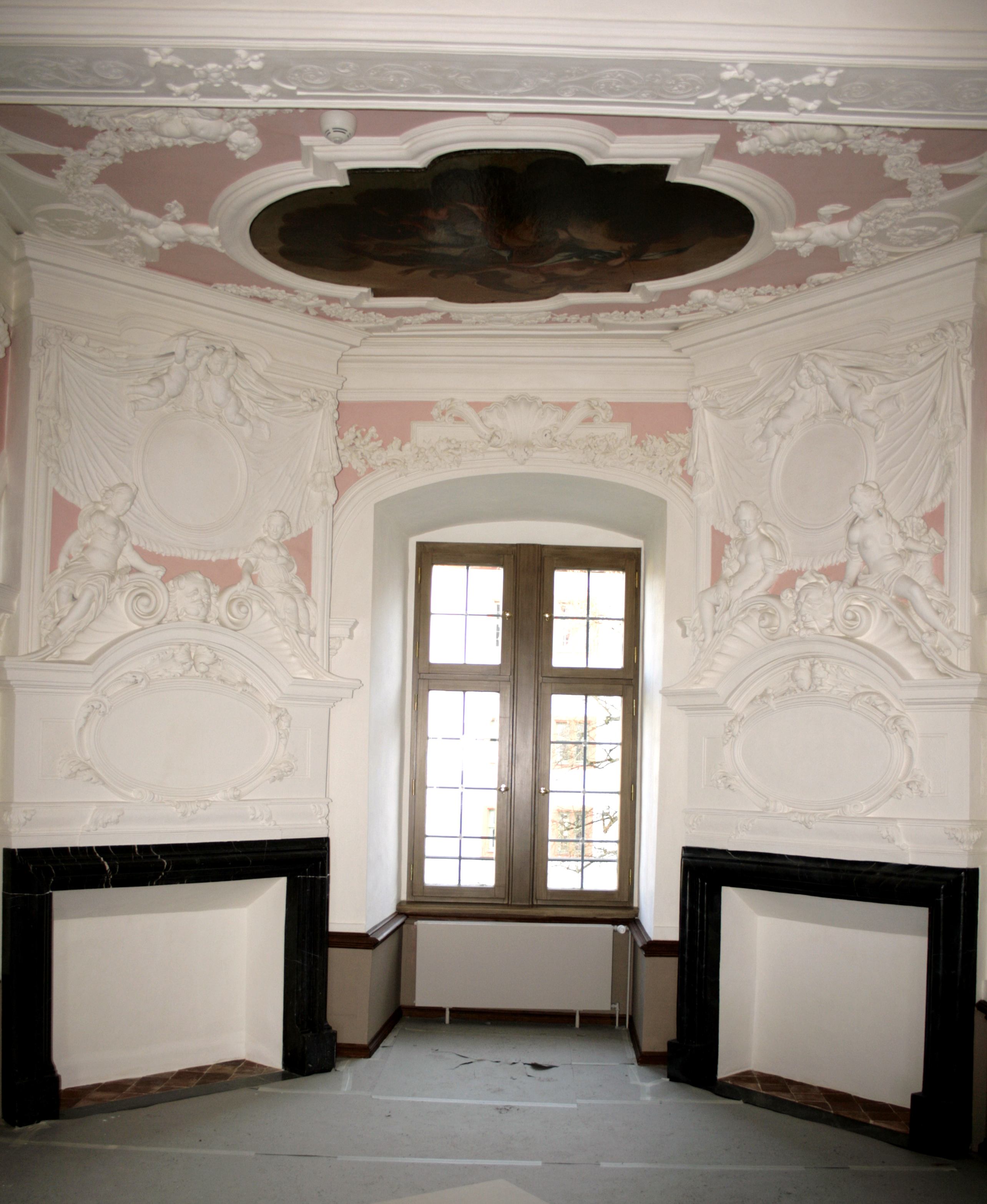
Stuckverzierungen in der Fürstenwohnung

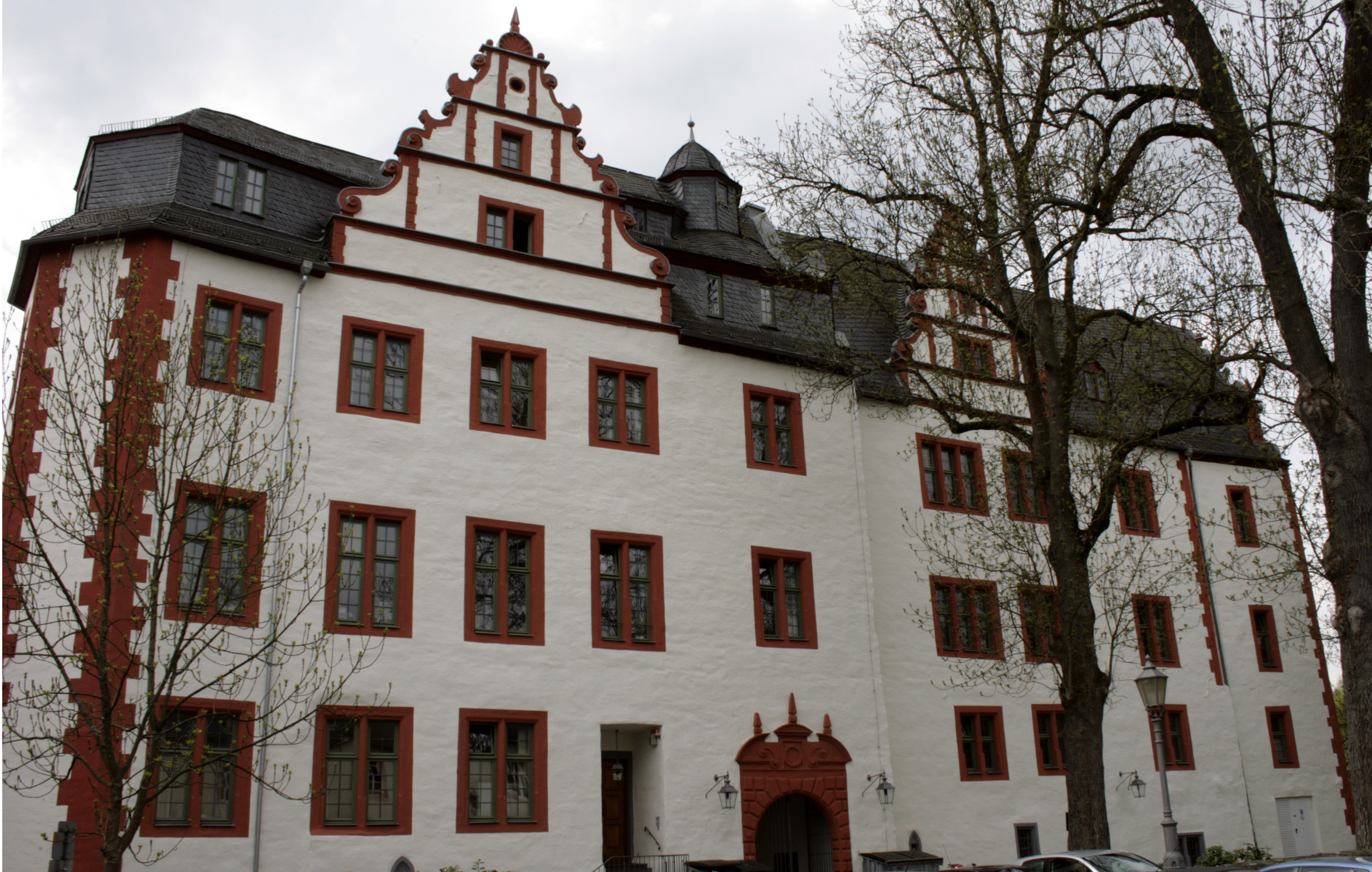
Nordfassade des Schlosses

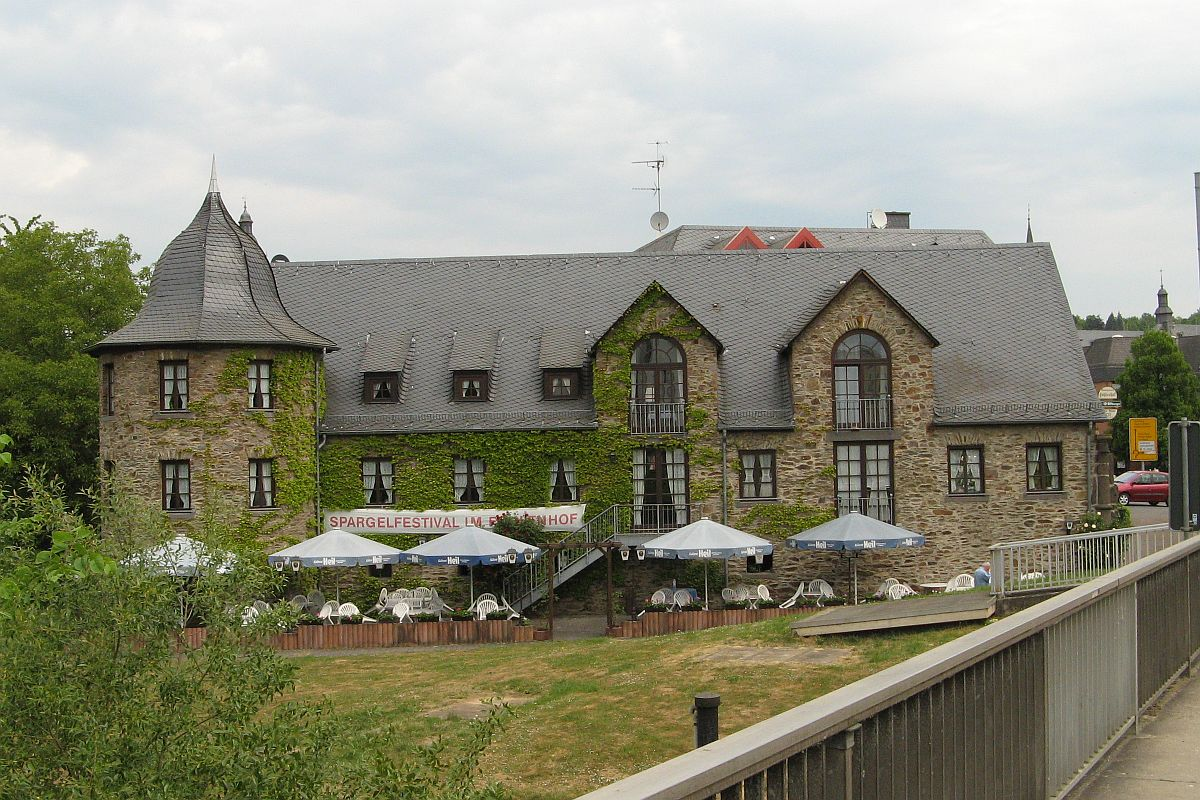
Der „Fohlenhof“ des Schlosses Hadamar

Das heutige Erscheinungsbild des Schlosses ist wesentlich durch die Umbauten des 17. Jahrhunderts geprägt. Die Ausgestaltung in Hufeisenform, mit drei Stockwerken, Kreuzstockfenstern und Zwerchhäusern mit Rollwerkgiebeln zeigt typische Merkmale der Renaissance. Der Ostflügel wurde nach Süden erweitert. Das zentrale Treppenhaus lehnt sich an den südlichen Eckturm der alten Burg an, der in das neue Schloss eingebaut wurde. Nördlich davon befindet sich die alte Schlosskapelle, bei der es sich um den Chor der ursprünglichen Klosterkirche handelt und die bei den Umbauten unter Johann Ludwig durch eine Zwischendecke horizontal in zwei Räume geteilt wurde. Im Nordflügel schließt sich der hohe gotische Saal an, der um 1440 entstand. Unter dem Ostflügel befand sich ein geräumiger Gewölbekeller. Der Südflügel beherbergte im Erdgeschoss neben der neuen Kapelle die Küche, darüber Wohnräume und im Obergeschoss einen Winter- und Sommersaal. Erschlossen wurde dieser Neubau über einen Treppenturm, der vor die Innenseite gebaut war. Die Westseite des Hofes wurde von einem nur zweigeschossigen Langbau abgeschlossen, der auf der Innenseite auf beiden Stockwerken Arkaden besaß. Zudem wurden Laufbrunnen angelegt und der alte Ziehbrunnen zugeschüttet.
Der südlich unmittelbar angrenzende erste Wirtschaftshof wurde architektonisch dem Schloss angeglichen und in Form eines nach Osten geöffneten Hufeisens von Gebäuden umgeben. Der Wassergraben blieb zunächst im Süden teilweise erhalten oder wurde erweitert, um auch den zweiten, „Fohlenhof“ genannten Wirtschaftshof zu umschließen. Im Osten und Norden des Schlosses wurde ein großer Garten angelegt. Der Hauptzugang zum Schlosshof war das Nordtor, das sich zum „neuen Bau“ öffnete. In ihm waren Verwaltungsbehörden untergebracht. Dementsprechend war der viereckige Bau mit Innenhof niedriger und schmuckloser als das Schloss selbst ausgeführt, er hatte lediglich eine Bogenhalle an der Innenseite des Westflügels. Die Hauptverkehrsstraße durch Hadamar führte durch die Höfe des Schlosses und seiner Nebengebäude.

### Veränderungen bis heute

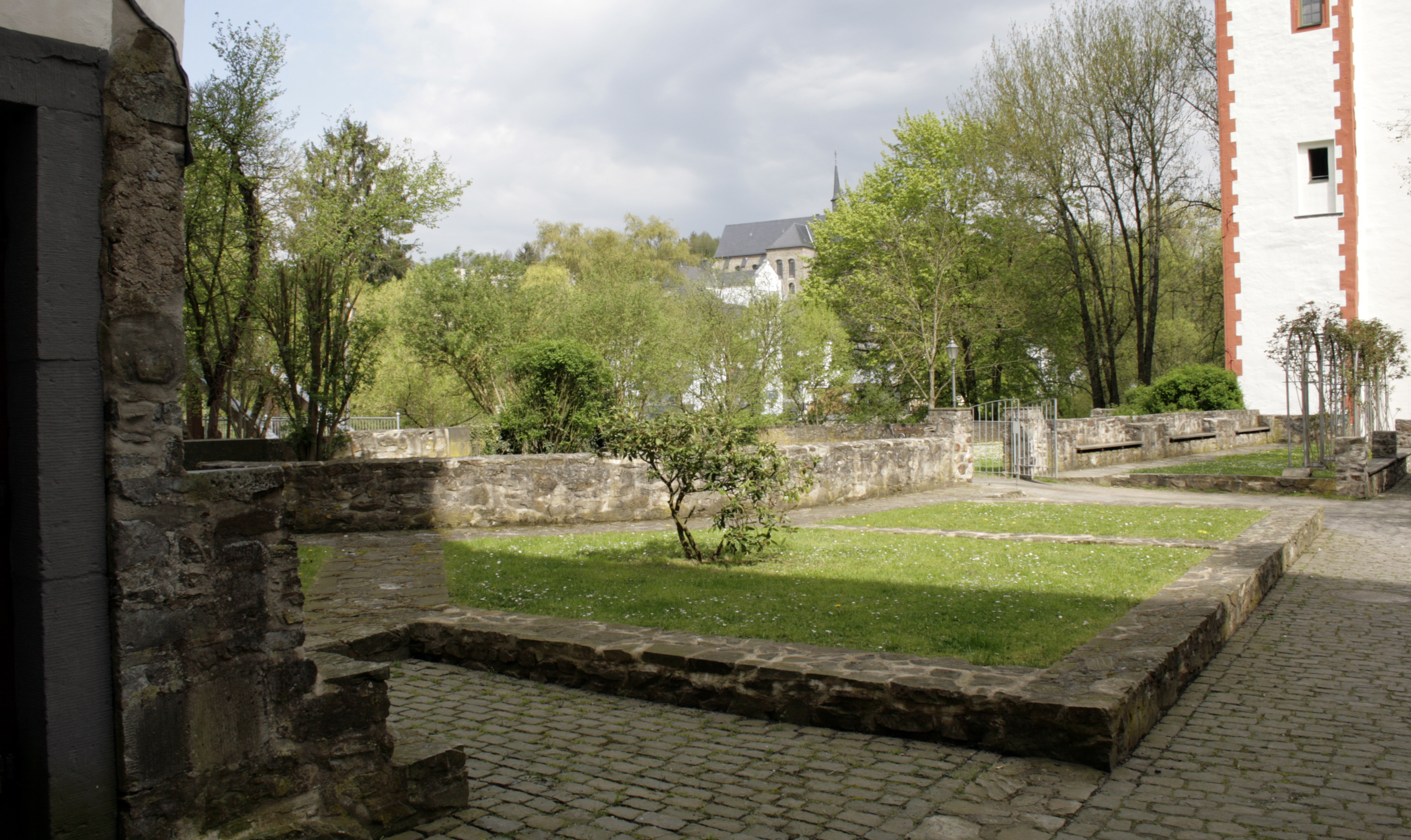
Blick nach Westen aus dem Schlosshof auf die Ägidienkirche. Links sind die Maueranschlüsse des einstigen Westflügels zu erkennen.

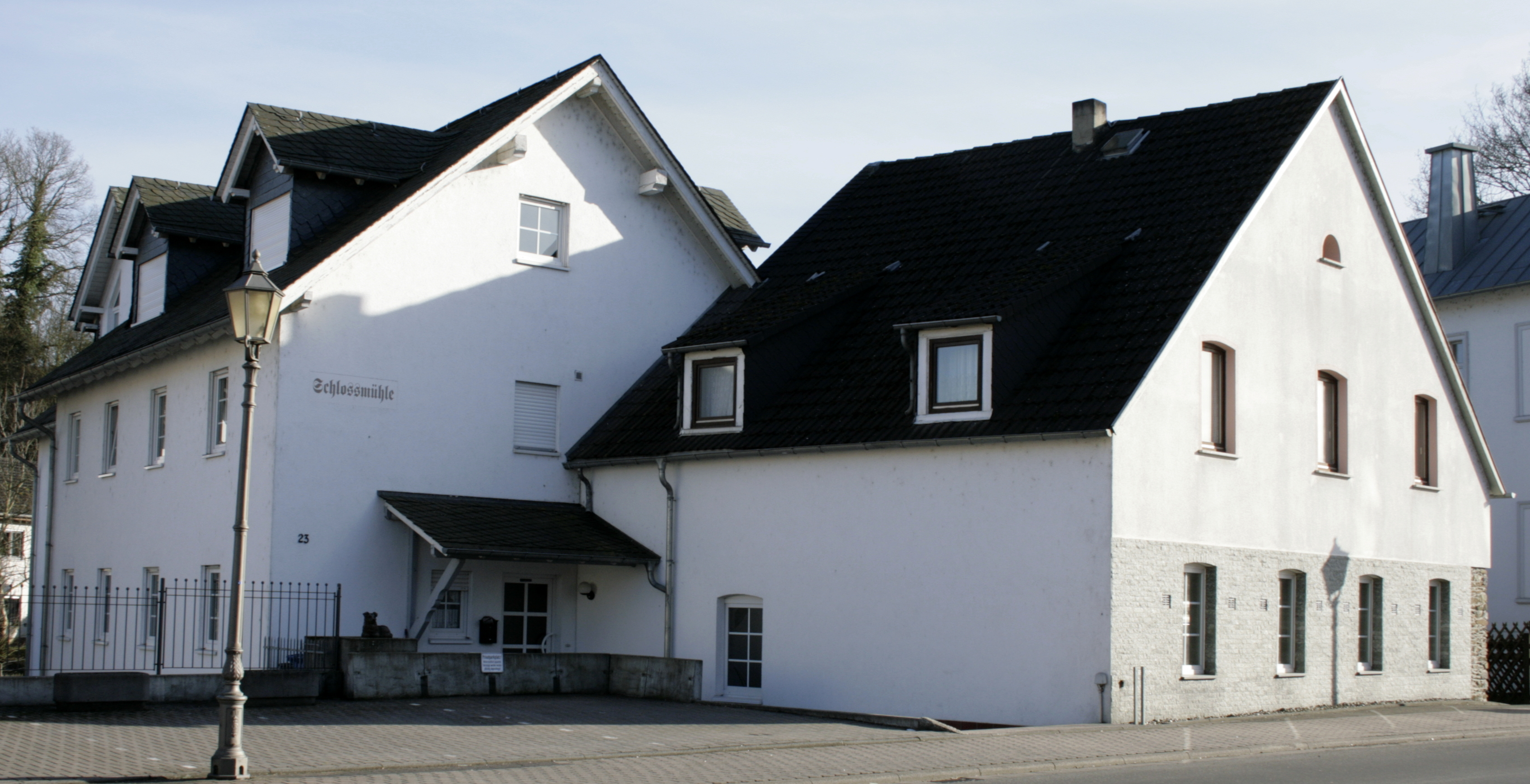
Schlossmühle, aus Nordwesten gesehen.

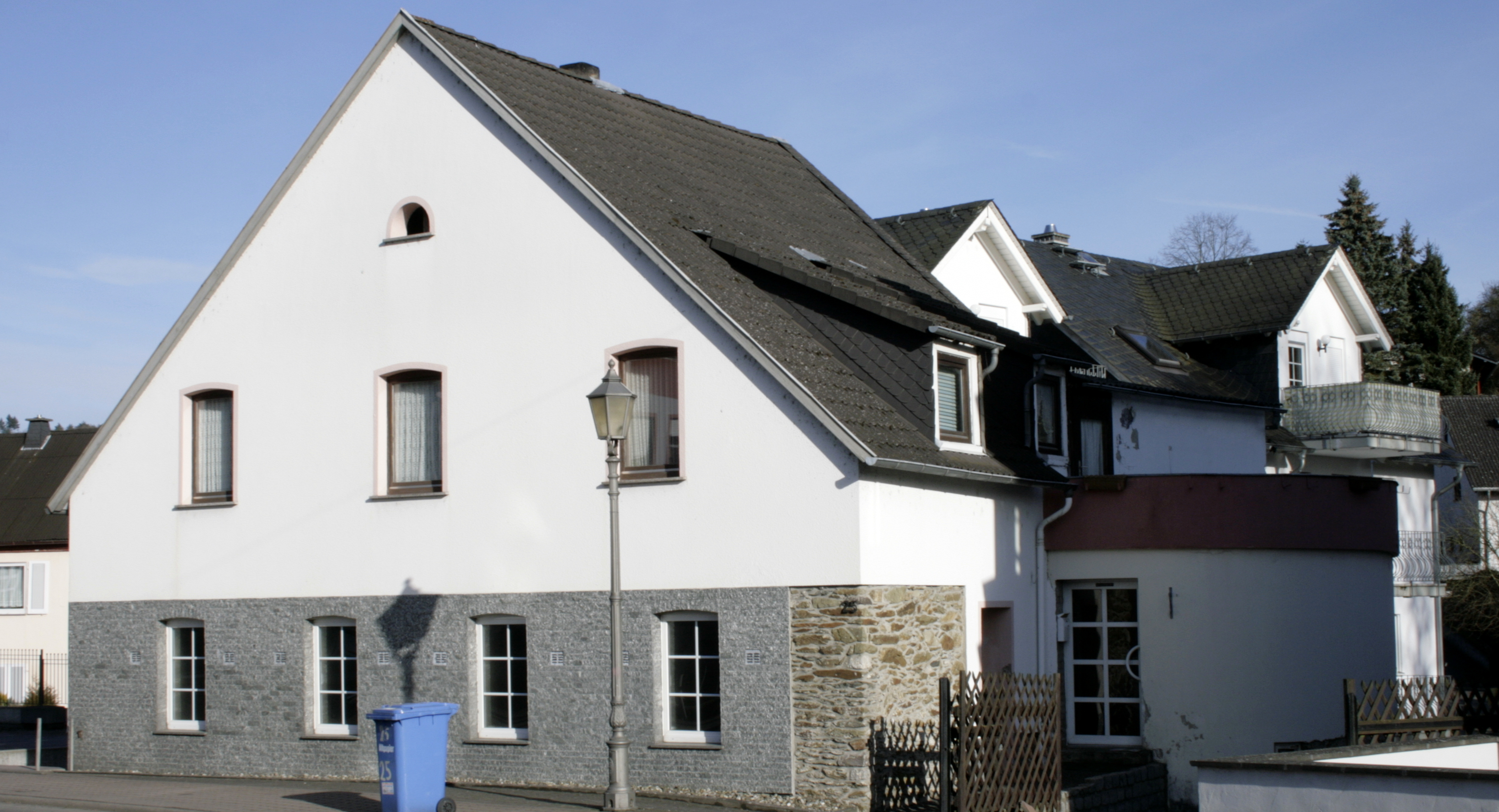
Schlossmühle, aus Südwesten gesehen.

Der ursprüngliche Treppenturm des Südflügels wurde nachträglich um drei Stockwerke erhöht und mit einem Helmdach versehen, so dass er zum Hauptturm wurde und nun die gesamte Anlage überragt.
1705 wurde die zuvor weiter elbbachaufwärts gelegene Schlossmühle an die Mündung des Faulbachs verlegt. Damit wurde sie eine Fortsetzung des Fohlenhof-Gebäudes auf der gegenüberliegenden Straßenseite. Weite Teile der Mühle wurden allerdings kurz nach dem Bau der Schlossbrücke 1852 beim Anlegen der Gymnasiumstraße zerstört. Das heute vorhandene, verputzte Fachwerkhaus stammt im Kern aus der Zeit um 1800 und enthält noch einen Turmstumpf sowie Teile der einstigen Stadtmauer und der Mühlentechnik. 1936 erhielt das Mühlengebäude eine Erweiterung zur Neuen Chaussee und 1995 straßenabgewandt ein angebautes Mehrfamilienhaus.
In den 1780er Jahren wurde zusammen mit dem Westflügel die hinter diesem liegende Brücke über den Elbbach abgerissen. Der zur Stadt gewandte Eingang in das Treppenhaus des Ostflügels wurde erst im 19. Jahrhundert angelegt. 1850 wurde die Bogenhalle des neuen Baus zugemauert. Kurz darauf wurde die Außenanlage massiv verändert: Der Schlossgarten wurde größtenteils an private Eigentümer verkauft und mit Häusern bebaut. Der Bau der heutigen Gymnasiumstraße ließ 1852 den restlichen Garten bis auf den Turnplatz verschwinden. Zudem wurden die östlichen Trakte des „neuen Baus“, der nördlichen und des südlichen Wirtschaftshofs mitsamt dem dortigen Tor abgerissen. An Stelle des Nordflügels des neuen Baus entstand ein Gefängnis, das 1900 durch einen Neubau ersetzt, von 1952 bis 1966 als Jugendstrafanstalt genutzt und 1984 abgerissen wurde. Anstelle des Ostflügels des südlichen Wirtschaftshofs entstand in den 1960er Jahren ein Neubau, der inzwischen durch einen Geschäftsgebäude-Riegel ersetzt wurde.
Der große Gewölbekeller unter dem Ostflügel wurde im Zweiten Weltkrieg in kleinere Luftschutzräume unterteilt.

## Geschichte

### Vorgeschichte
Auf dem Gebiet des heutigen Schlosses befand sich ab kurz nach 1190 ein Hof des zisterziensischen Klosters Eberbach. Die Siedlung Hadamar befand sich zu diesem Zeitpunkt ausschließlich auf der gegenüberliegenden Bachseite. In den folgenden Jahren weitete das Kloster seinen Besitz in der unmittelbaren Umgebung deutlich aus. Kurz nach der Gründung des Hofes ist vermutlich auch südlich angrenzend ein Festes Haus erbaut worden, das wohl eine veraltete Turmburg auf dem Burgberg, dem heutigen Mönchberg, oberhalb des Dorfes Hadamar ersetzte. Später wurde das Haus in die Schlossanlage eingebaut. Im Verlauf des 13. Jahrhunderts kam es zu Besitzauseinandersetzungen mit benachbarten Ritterfamilien, die einen wirtschaftlichen Niedergang des Klosterhofs zur Folge hatten.

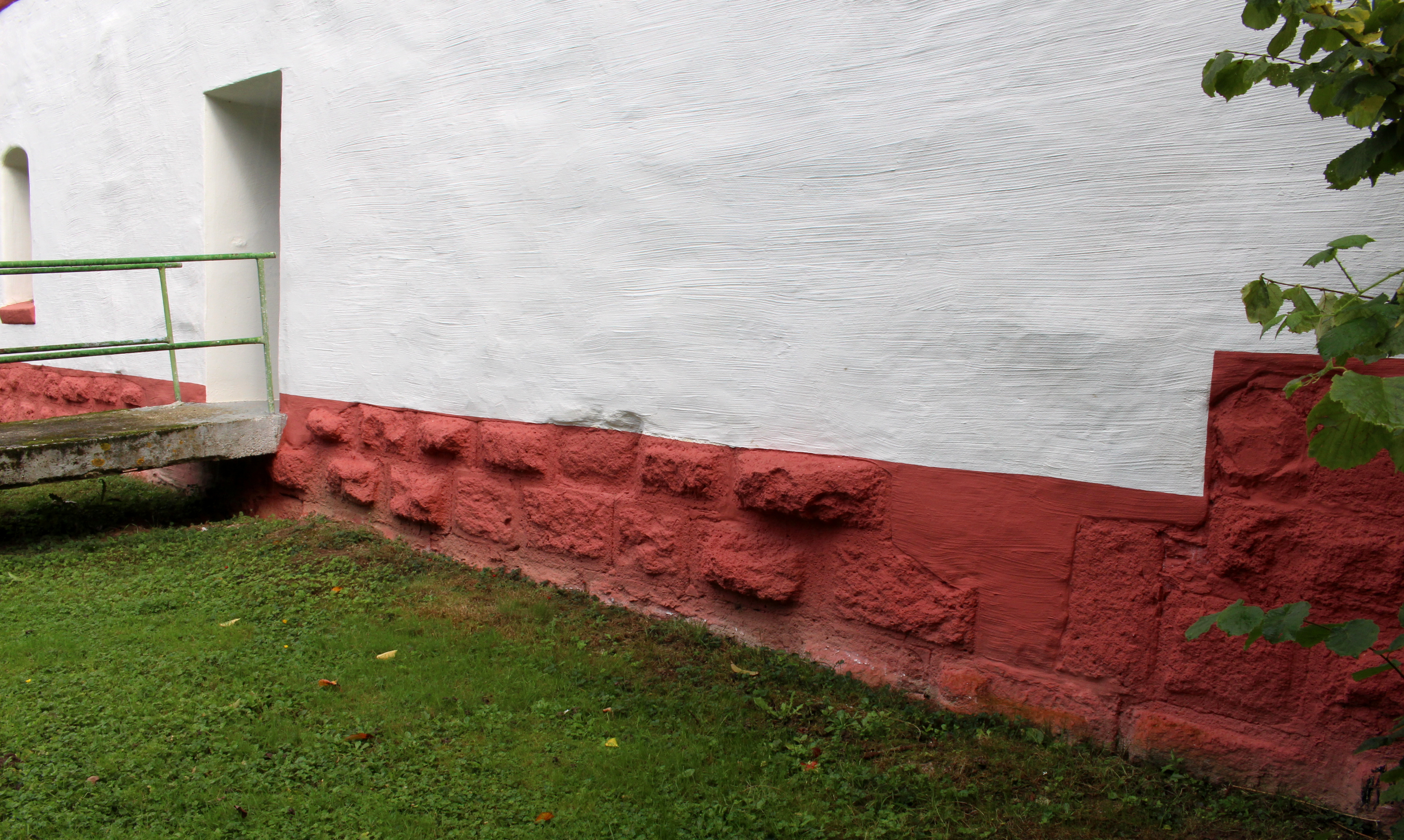
Buckelquader an der Außenwand des Schlosskomplexes, möglicherweise relikte der ersten Befestigung an dieser Stelle

Der Nord- sowie der Ostflügel stehen heute noch weitgehend auf den Grundmauern der L-förmigen Klosteranlage. Vor allem ist die einstige Apsis der Kapelle im Osten des Nordflügels noch zu erkennen. Der Keller des Ostflügels ist weitgehend aus dieser Bauphase erhalten. Im Gebäudeinneren hat sich über diesem Keller die ehemalige Verwaltungsstube des Klosters in ihrer Raumaufteilung bis heute erhalten. Wenige Lagen Buckelquader an der westlichen Außenmauer des heutigen Krippenmuseums stammen möglicherweise noch von dem Festen Haus.

### Bau und Umbauten

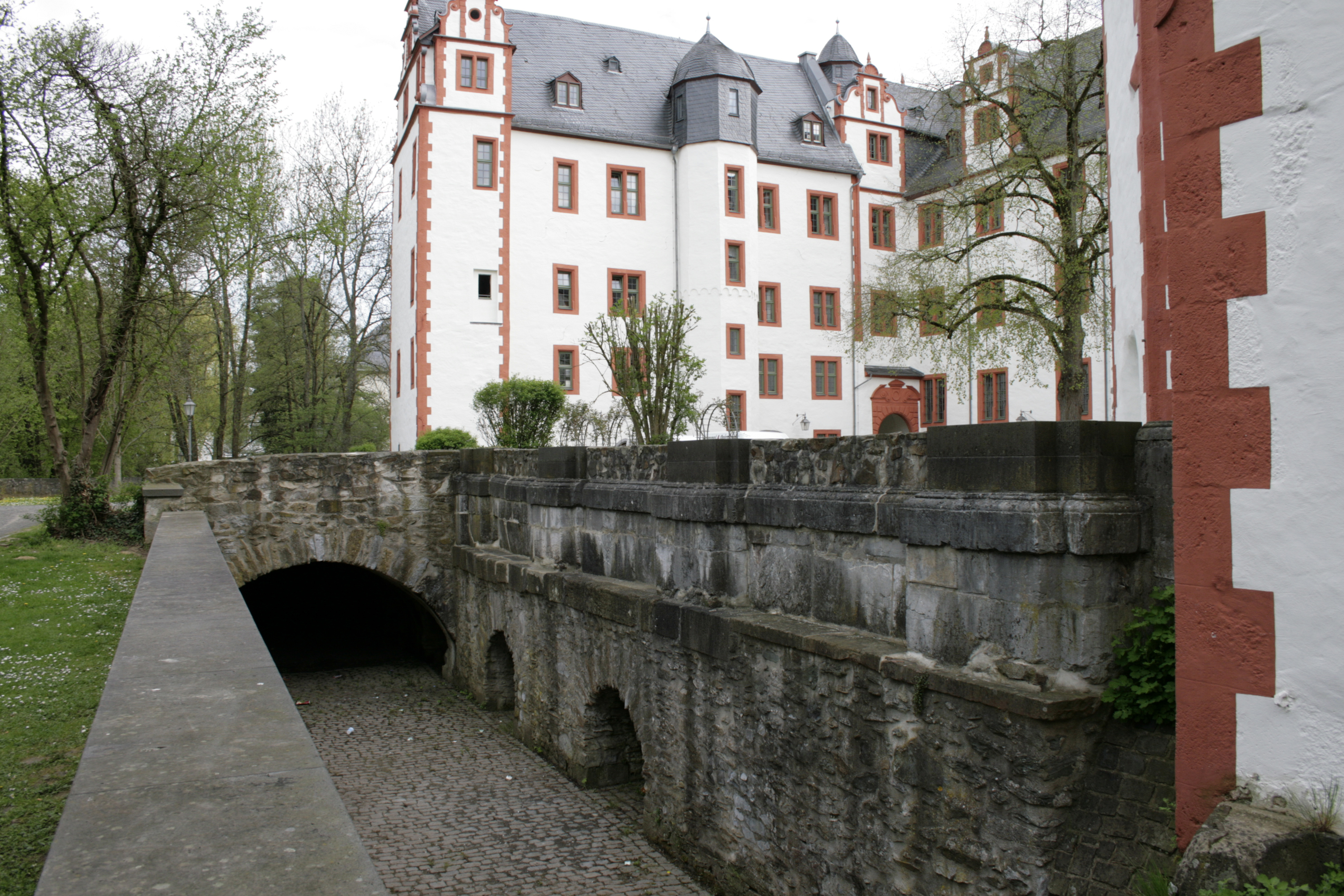
Rest des Schlossgrabens im Westen der Anlage

Auf den 18. Dezember 1320 ist schließlich eine Verkaufsurkunde datiert, in der das Kloster Eberbach seinen Hof in Hadamar samt einer Kapelle im Ort und zahlreicher Besitzungen in der Umgebung an den Grafen Emich aus dem Haus Nassau überschreibt. Er ließ auf dem Hofgelände eine Wasserburg und südlich davon einen Wirtschaftshof mit Zehntscheune errichten. Nachdem Hadamar 1324 Stadtrechte verliehen bekommen hatte, entstand um den inzwischen an der linken Elbbachseite geschaffenen Teil der Siedlung eine Stadtmauer, in die auch die Burg einbezogen wurde.
1349 starb die ältere Linie von Nassau-Hadamar aus. Stadt und Burg hatten in den Folgejahren wechselnde Besitzer, unter anderem verschiedene Linien des weit verzweigten Hauses Nassau, die Grafen von Katzenelnbogen und die von Eppstein, zum Teil gleichzeitig bei geteilten Besitzrechten. Im 15. Jahrhundert scheint es erste größere Umbauten der Burg gegeben zu haben. Ein Säulensaal und eine Kapelle müssen um 1440 im Ostflügel eingerichtet worden sein. 1529/30 wurde der alte Nordflügel bis auf die Grundmauern abgerissen und neu errichtet, der Dachstuhl aber beibehalten. 1540 wurden Teile der Burg, ebenso wie weite Gebiete der Stadt, bei einem Brand zerstört. Insbesondere der Ostflügel scheint in Mitleidenschaft gezogen worden zu sein.
1557 gingen Stadt und Burg wieder vollständig in nassauischen Besitz über, nun in den der Dillenburger Linie. Bei seinem Herrschaftsantritt 1559 begann Johann VI. von Nassau-Dillenburg mit Plänen für eine grundlegende Erneuerung, setzte sie aus Geldmangel jedoch nicht um.

### Neubau unter Johann Ludwig

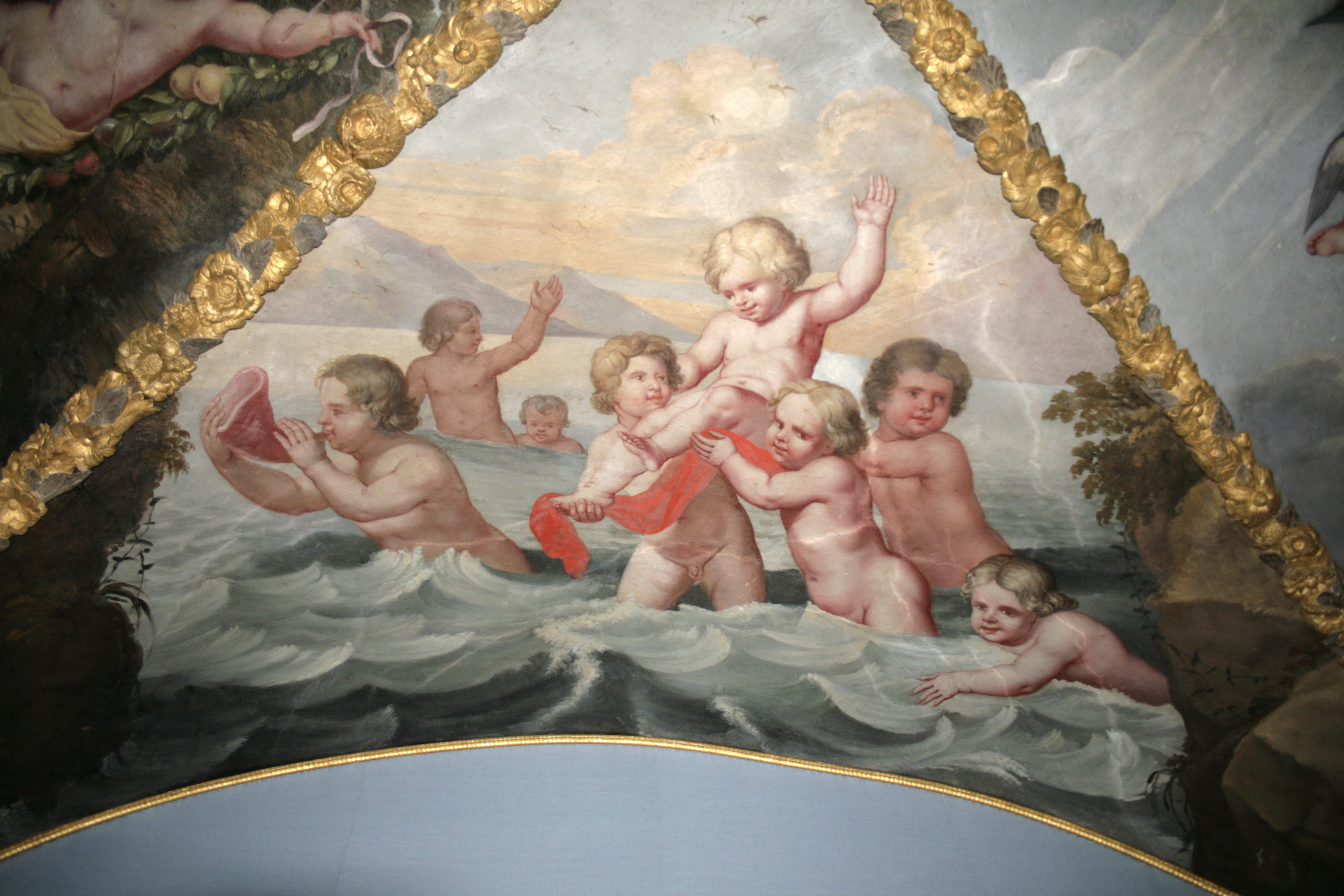
Deckengemälde in der ehemaligen Fürstenwohnung

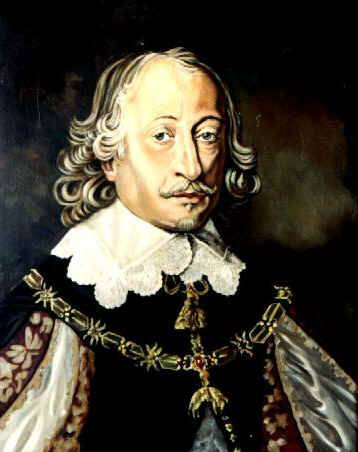
Johann Ludwig von Nassau-Hadamar

1607 teilte Johann VI. seine Grafschaft unter seinen Söhnen auf. Johann Ludwig erhielt dabei Nassau-Hadamar, das damit wieder eine eigenständige Grafschaft wurde und unter Johann Ludwig als bedeutendstem Regenten zum Fürstentum erhoben werden sollte. Aus dem Jahr der Erbteilung wurde für die Burg ein so schlechter Bauzustand berichtet, dass sie dem Kellermeister nicht als Wohnort hätte zugemutet werden können.

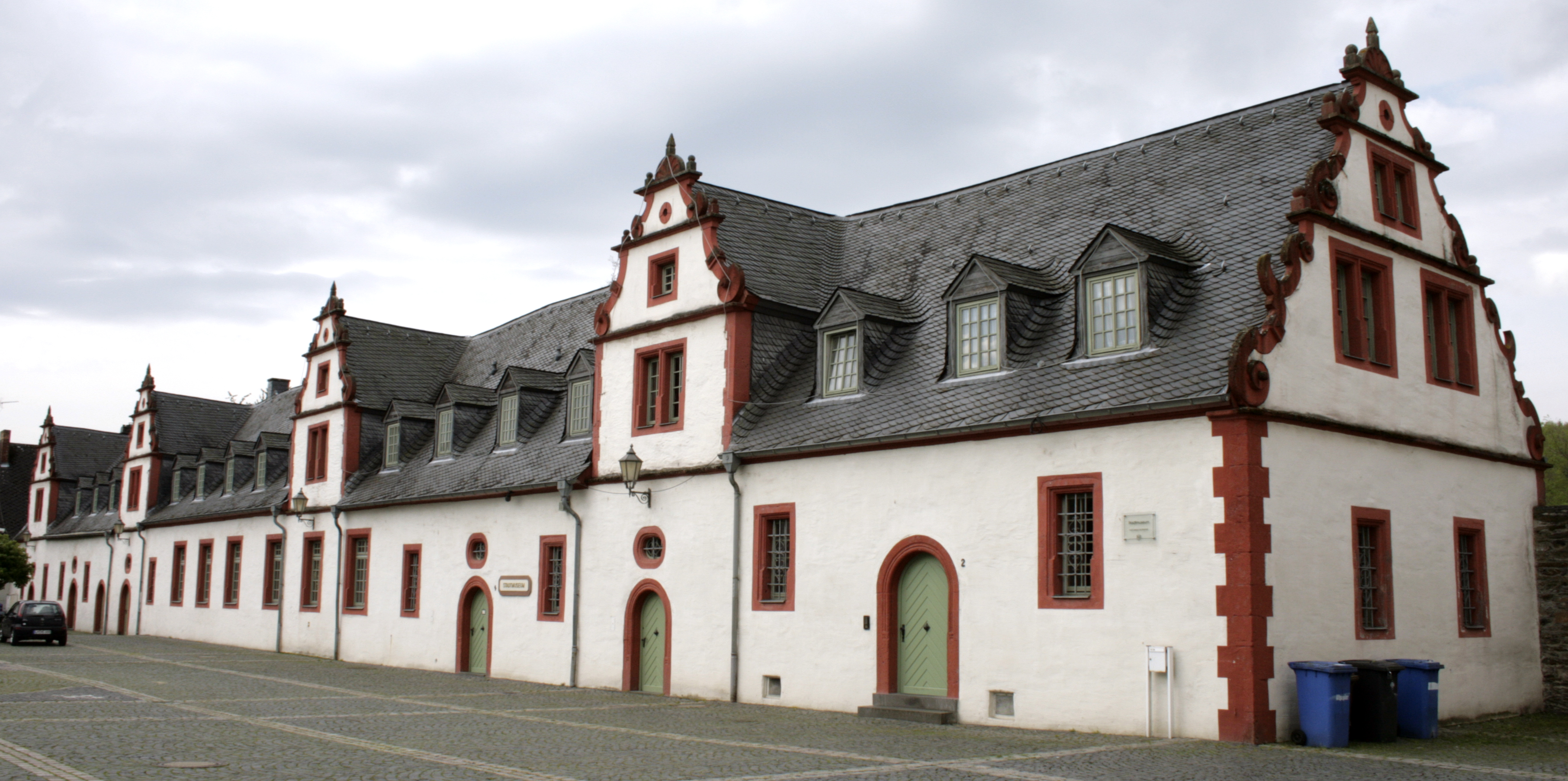
Verbleibender Flügel des nördlichen Wirtschaftshofs, heute Stadtmuseum

Johann Ludwig begann nach seiner Volljährigkeit rasch mit Umbauplänen, die aus der Burg ein Schloss machen sollten. 1612 begannen die Arbeiten zur Erneuerung des Nordflügels, bei denen der größte Teil des Bergfrieds abgebrochen wurde. Ab 1616 war der Hanauer Baumeister Joachim Rumpf der wichtigste Berater des Grafen in dieser Angelegenheit. Verbunden mit den umfassenden Erneuerungsplänen des Residenzgebäudes war der Aufkauf benachbarter Grundstücke, da die wachsende Stadt sich inzwischen bis an den Wassergraben herangeschoben hatte. Zudem beabsichtigte Johann Ludwig eine weitgehende Neuanlage der Neustadt links des Elbbachs. 1617 waren Nord- und Ostflügel umgebaut und erweitert, sie sollten als Wohnung für die Familie des frisch verheirateten Fürsten dienen. Der komplett neu errichtete Südflügel wurde 1629 vollendet. Im gleichen Jahr waren zwei Wirtschaftshöfe südlich des Schlosses fertiggestellt. 1637 bis 1648 beteiligte sich der Graf an den Verhandlungen zum Westfälischen Frieden. Die Bauarbeiten ruhten in dieser Zeit. Danach folgten nur noch kleinere, schmückende Arbeiten. Zu diesem Zeitpunkt handelte es sich bei dem Hadamarer Schloss um die größte Schlossanlage aller Territorien der verschiedenen nassauischen Herrscherhäuser.
1650 wurde Johann Ludwig gefürstet, 1652 wurde der Titel erblich. Nach dem Tod Johann Ludwigs wurde um 1680 unter seinem Sohn Franz Bernhard, dem Vormund seines Enkels Franz Alexander, das Schloss nach Norden um den neuen Bau erweitert. Unter Franz Alexander entstanden um die Wende des 17. zum 18. Jahrhundert vor allem Stuckarbeiten und Deckengemälde zum weiteren Ausschmücken des Schlosses, insbesondere im Südflügel. Die Stuckarbeiten in diesem Bereich werden der Werkstatt Eugenio Castellis zugeschrieben, die Deckengemälde Valentin Küßner. 1711 erlosch mit dem Tod des letzten Fürsten Franz Alexander die Linie Nassau-Hadamar. Sein Cousin und Miterbe Wilhelm Hyacinth von Nassau-Siegen erhielt in einer Erbteilung Hadamar und lebte hier bis zu seinem Tod 1743.

### Das Schloss bis heute

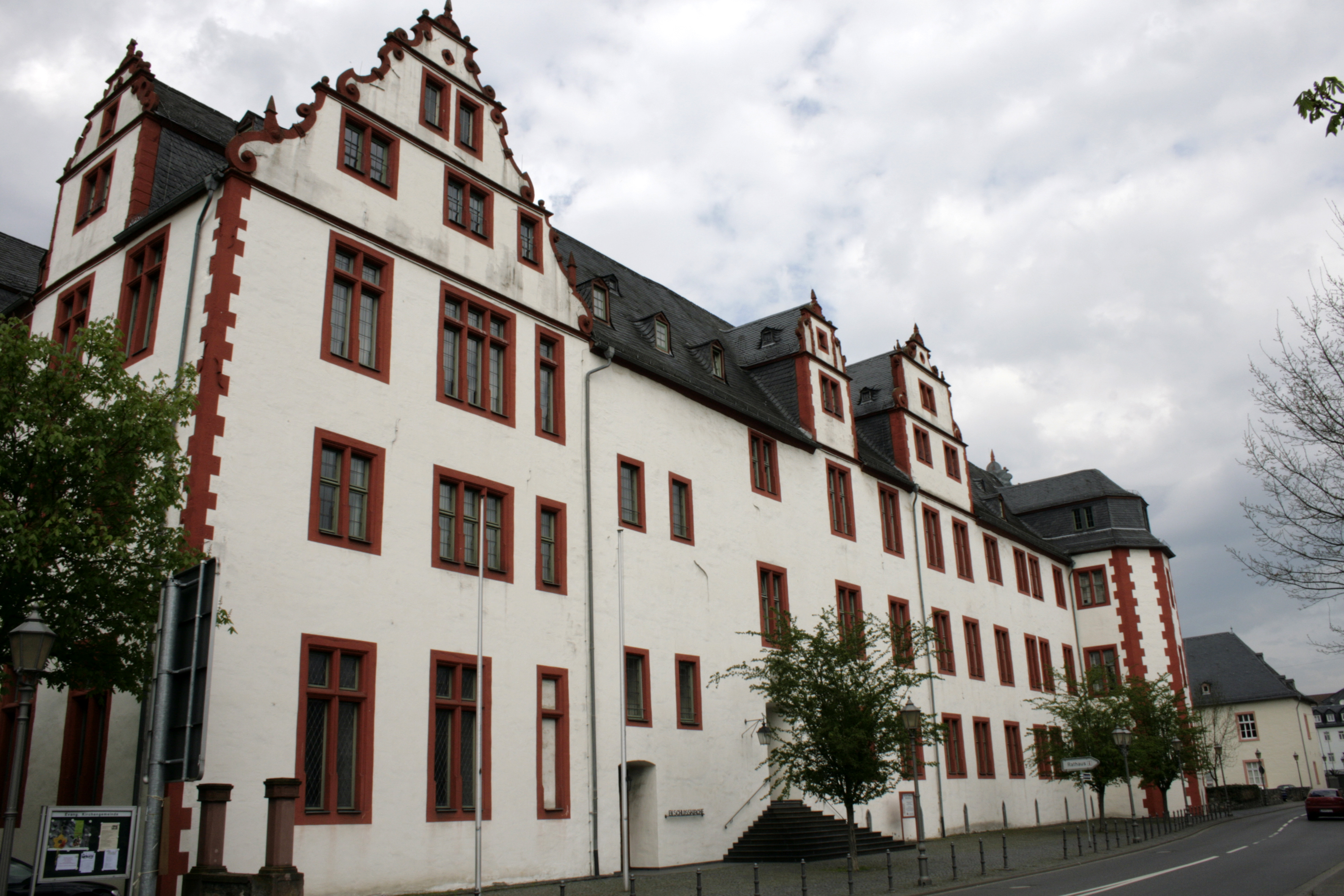
Ostflügel, heutige Straßenseite zur Gymnasiumstraße, links neben der Treppe der Eingang zur evang. Schlosskirche

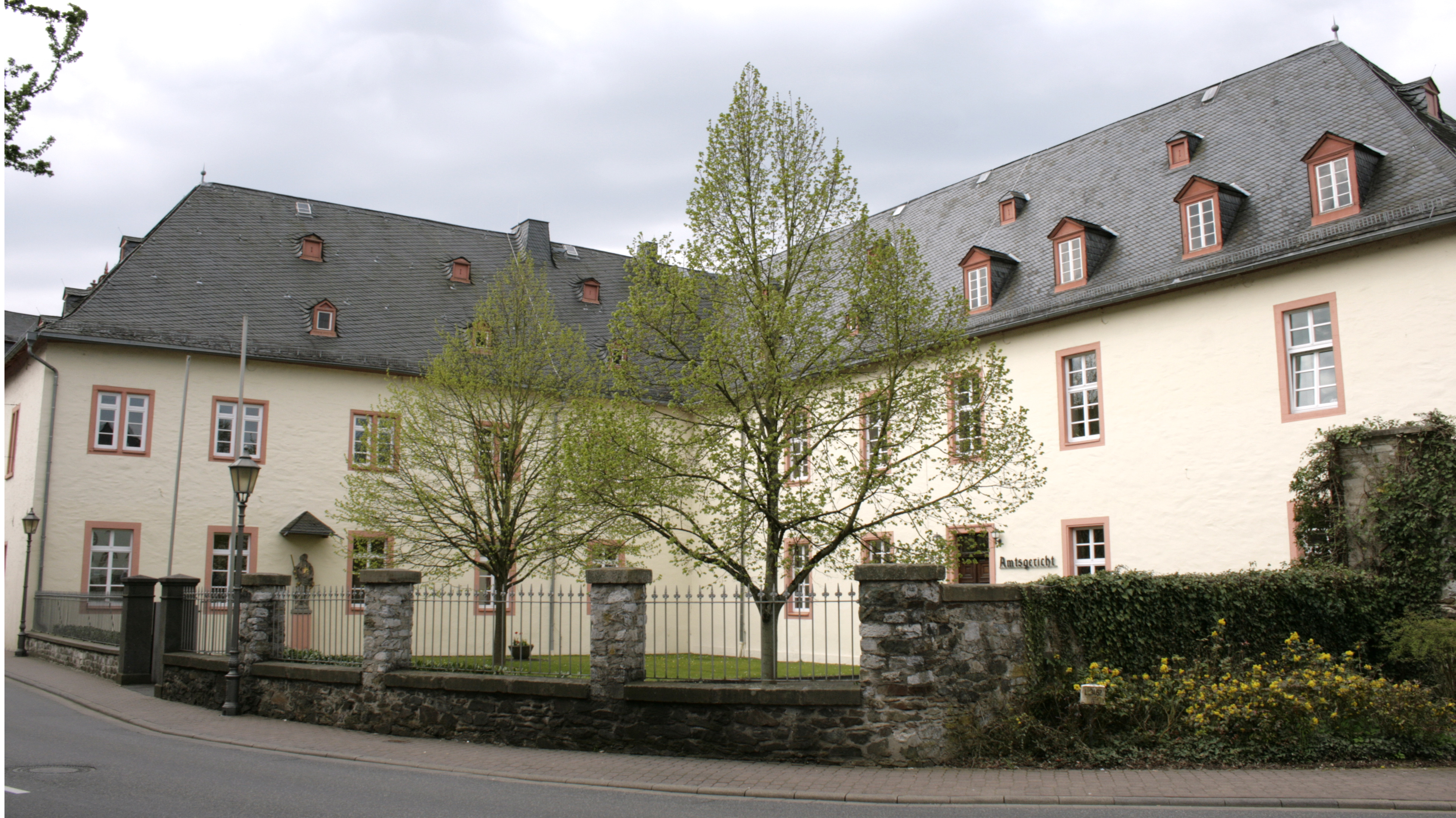
Der „Neue Bau“, heute Sitz der Zweigstelle des Amtsgerichts Limburg

In den folgenden Jahren dienten verschiedene Teile des Schlosses als Verwaltungs- und Wohnräume. 1804 bis 1810 bot der neue Bau dem höchsten nassauischen Gericht eine Unterkunft. Während der Napoleonischen Kriege diente es mehrfach als Lazarett. Ab 1823 beherbergte das Schloss gemeinsam mit der alten Jesuitenschule, die auf der gegenüberliegenden Seite des Schlossgartens lag, eine höhere Schule. Dazu waren im Ostflügel Klassenräume eingerichtet worden. In den folgenden Jahren kaufte der Nassauische Zentralstudienfonds das gesamte zentrale Schlossgebäude auf. 1844 wurde der Unterrichtsumfang auf den eines Gymnasiums ausgeweitet. Ab 1867 beherbergte der nördliche „neue Bau“ das Amtsgericht Hadamar. Der ehemalige Schlossgarten wurde teilweise als Turnplatz genutzt. 1902 entstand dort eine Turnhalle. 1908 erfolgten teilweise Restaurierungen des Stuckschmucks im Saal des Südflügels. 1912 kam mit dem mittleren Stock des Südflügels, bis dahin Domänenrentamt, der letzte Teil des Schlosses in den Besitz des Zentralstudienfonds. Nachdem der Direktor dort seine Wohnung bezogen hatte, verließ die Schule endgültig den alten Jesuitenbau. 1928 folgten der Einbau naturwissenschaftlicher Labors, einer Zentralheizung und elektrischer Leitungen.

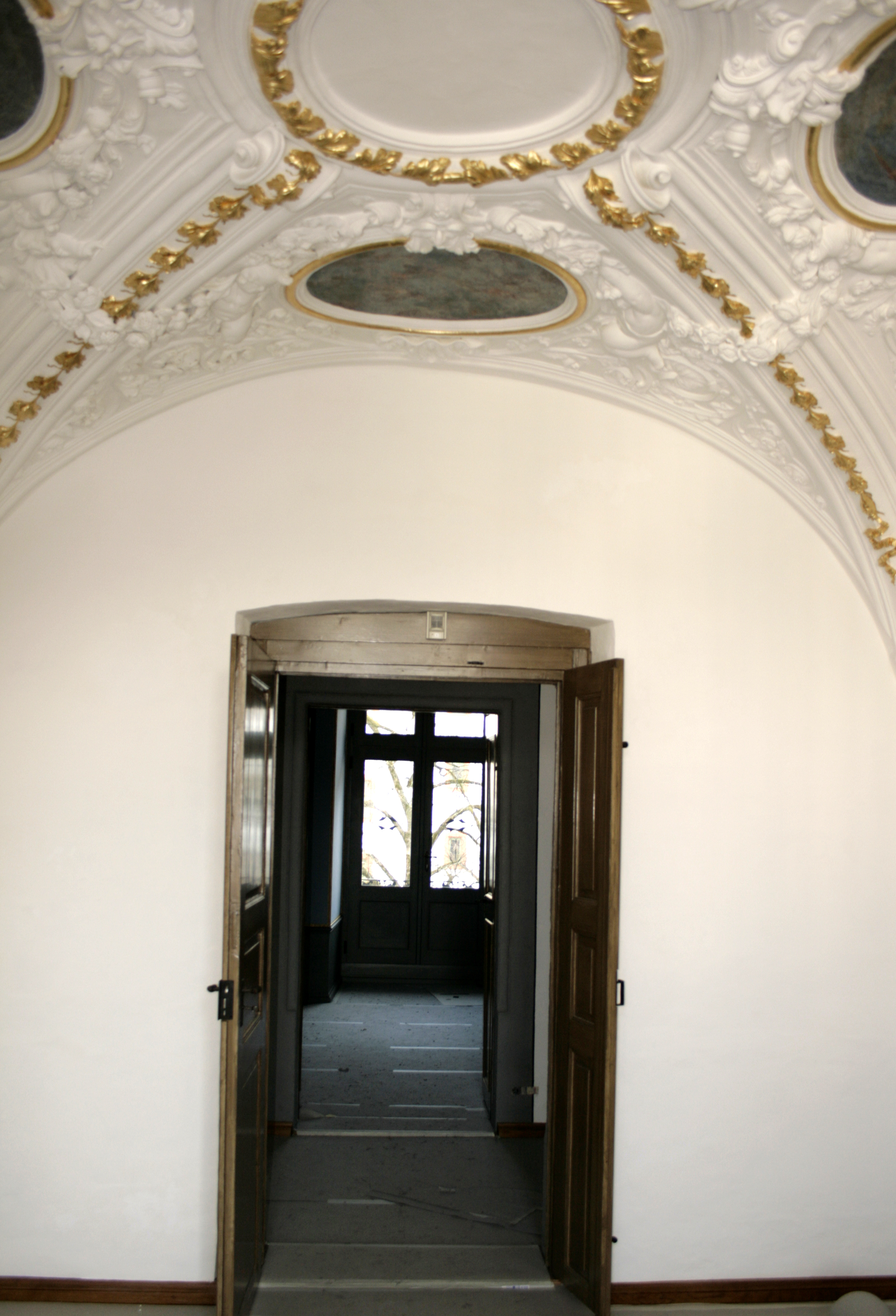
Raum mit Deckenornamenten in der Fürstenwohnung

1939 wurde das Gymnasium im „Dritten Reich“ aufgelöst und in eine Lehrerbildungsanstalt umgewandelt. 1945 setzte der Gymnasialbetrieb wieder ein. Das ab 1943 nur als Filiale des Amtsgerichts Limburg betriebene Hadamarer Amtsgericht wurde 1947 wieder selbstständig. Mit der Gründung des Landes Hessen ging das Schloss in dessen Besitz über. 1971 wurde das Gymnasium mit der Hadamarer Haupt- und Realschule zu einer kooperativen Gesamtschule zusammengefasst und in einen Neubau auf den Wingertsberg am Stadtrand verlegt, wo sie unter dem Namen Fürst-Johann-Ludwig-Schule bis heute besteht.
Nachdem das Gymnasium ausgezogen war, stand das Hauptgebäude des Schlosses lange leer und verfiel zusehends. Als es von 1982 bis 1988 schließlich saniert und zum Behördenzentrum ausgebaut wurde, gingen große Teile der Bausubstanz verloren, insbesondere Stuckarbeiten im Inneren. Im Dezember 1988 zogen das Gewerbeaufsichtsamt Limburg und das Forstamt Hadamar in das Schloss ein. Das Forstamt Hadamar wurde 2004 mit dem Forstamt Weilmünster zusammengelegt, und der Dienstsitz nach Weilmünster verlegt. Das Gewerbeaufsichtsamt Limburg wurde im Jahr 2002 in das Regierungspräsidium Gießen integriert. Dessen Dezernat 25.3, Arbeitsschutz und Zentrale Ahndungsstelle, hat seinen Dienstsitz weiterhin im Schloss. Von dort aus werden Ordnungswidrigkeiten bei den Lenk- und Ruhezeiten von LKW-Fahrern in ganz Hessen bearbeitet. 2010 verhängte die Dienststelle Geldstrafen in Höhe von rund 2,5 Millionen Euro.
Seit 1997 ist der Fachbereich Veterinärwesen und Verbraucherschutz des Landkreises Limburg-Weilburg im Schloss untergebracht, der Ende 2010 um weitere Abteilungen aus den Fachbereichen Landwirtschaft, Gewässer- und Denkmalschutz verstärkt wurde. Rund 80 Arbeitsplätze befinden sich derzeit im Hadamarer Schloss.
In den verbleibenden Gebäuden des nördlichen Wirtschaftshofs eröffnete 1988 das Stadtmuseum Hadamar. Vom südlichen Wirtschaftshof ist lediglich ein Gebäude übrig geblieben, das das Restaurant „Fohlenhof“ beherbergt.
Das Amtsgericht Hadamar wird seit Anfang 2005 nicht mehr als eigenständiges Gericht, sondern als Zweigstelle des Amtsgerichts Limburg geführt.
Zwischen 2008 und 2011 wurden neben einer grundlegenden Fassadensanierung auch Veränderungen für einen besseren Brandschutz und innere Umbauten vorgenommen. Ende 2014 eröffnete in der ehemaligen Fürstenwohnung nach mehrjährigen Restaurierungs- und Umbauarbeiten ein Glasmuseum. Es widmet sich insbesondere der ehemaligen Glasindustrie, die nach dem Zweiten Weltkrieg durch den Zuzug Heimatvertriebener aus den böhmischen Glasrevieren entstand, und Schülern und Lehrern der Glasfachschule Hadamar.

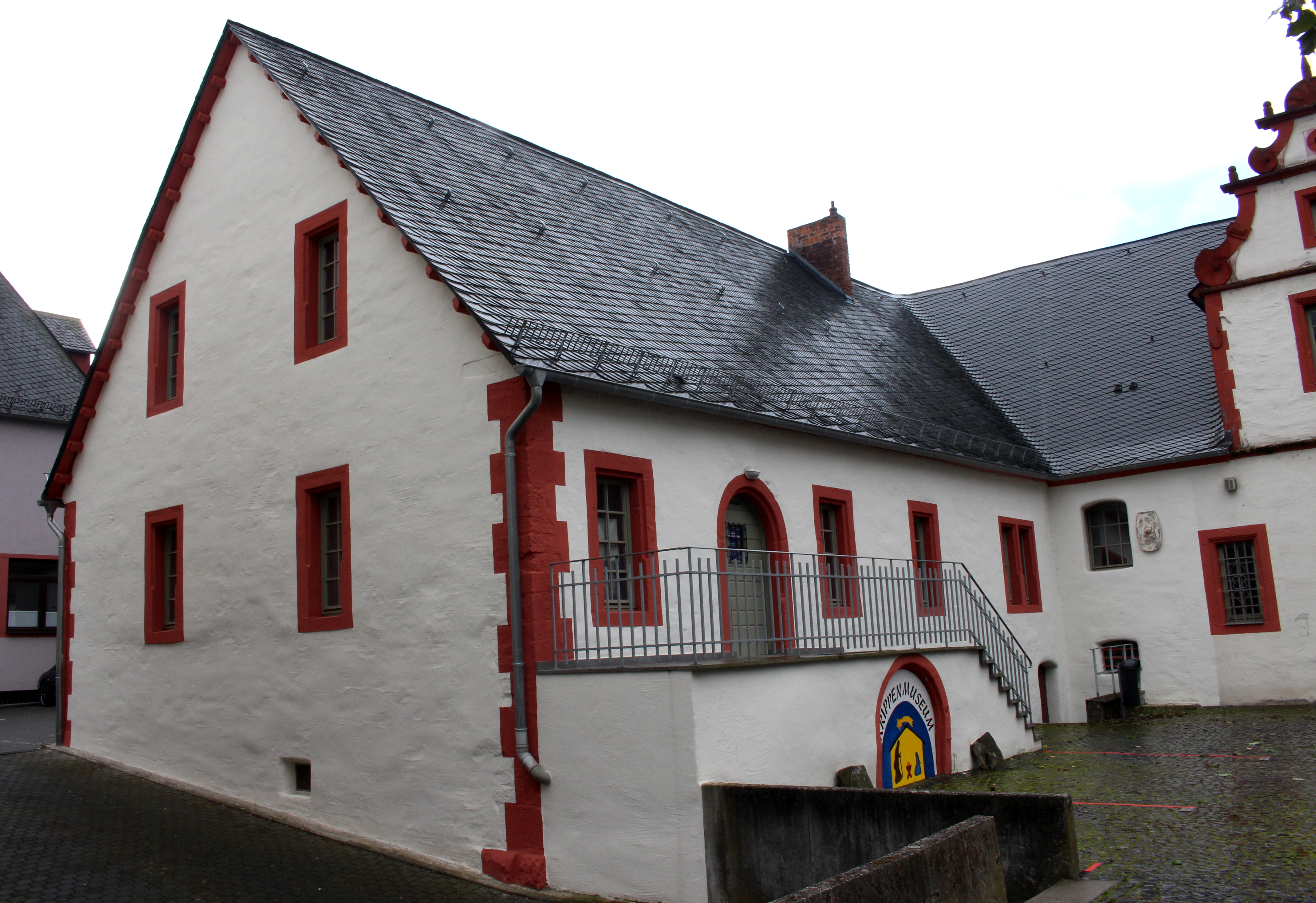
Krippenmuseum am südlichen Abschluss der Schlossplatzes

2009 kaufte die Stadt Hadamar das ehemalige Haus des Stallmeisters, das den südlichen Abschluss des nördlichen Wirtschaftshofs und heutigen Schlossplatzes bildet. Nach einer umfassenden Sanierung eröffnete 2012 dort ein Museum für Weihnachtskrippen.
Zusätzlich zum Denkmalschutz hat das Schloss den Schutzstatus für den Kriegsfall nach der Haager Konvention erhalten.

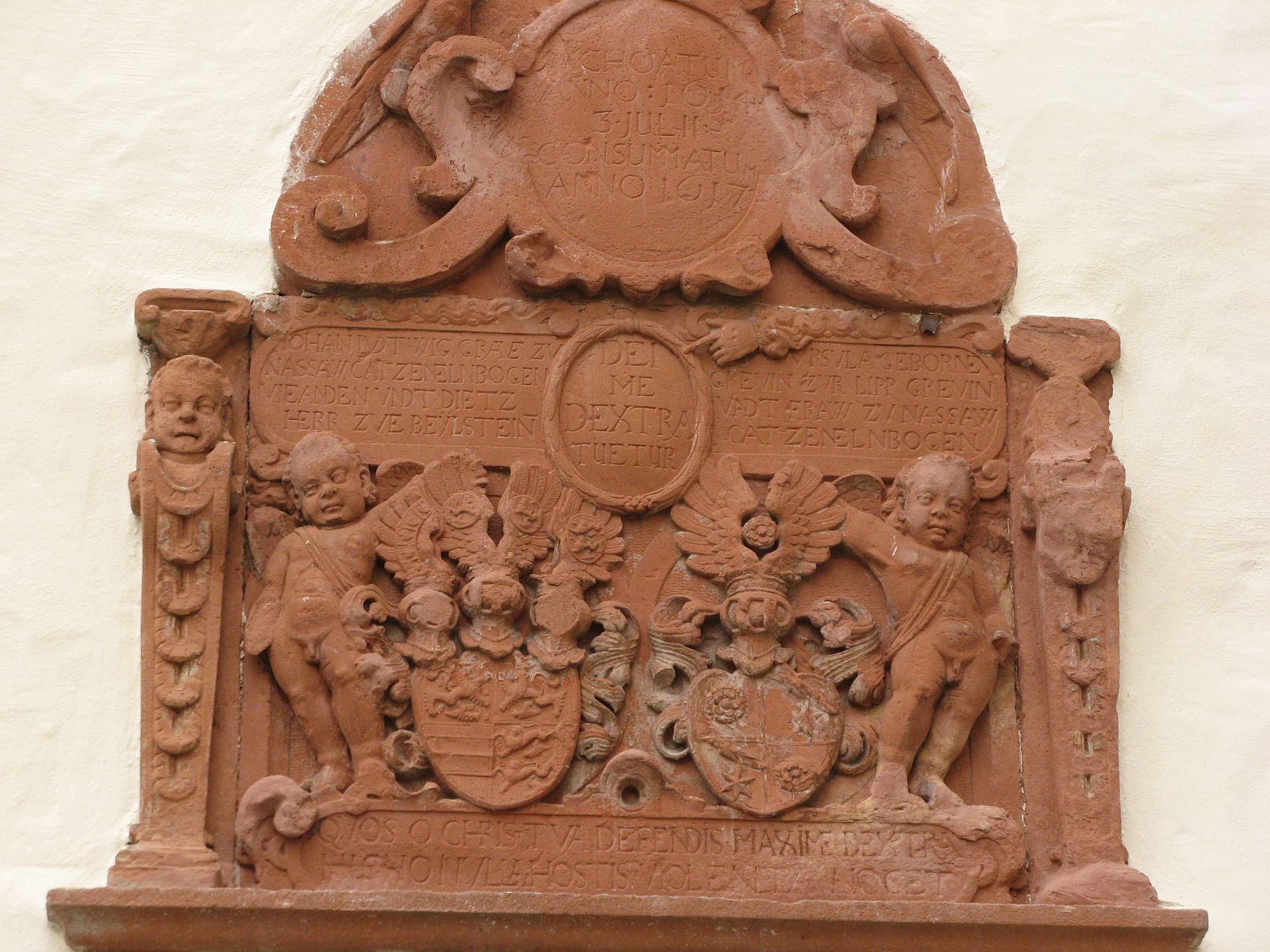
Allianzwappen von Fürst Johann Ludwig und Fürstin Ursula von Nassau-Hadamar am Portal des Schlosses
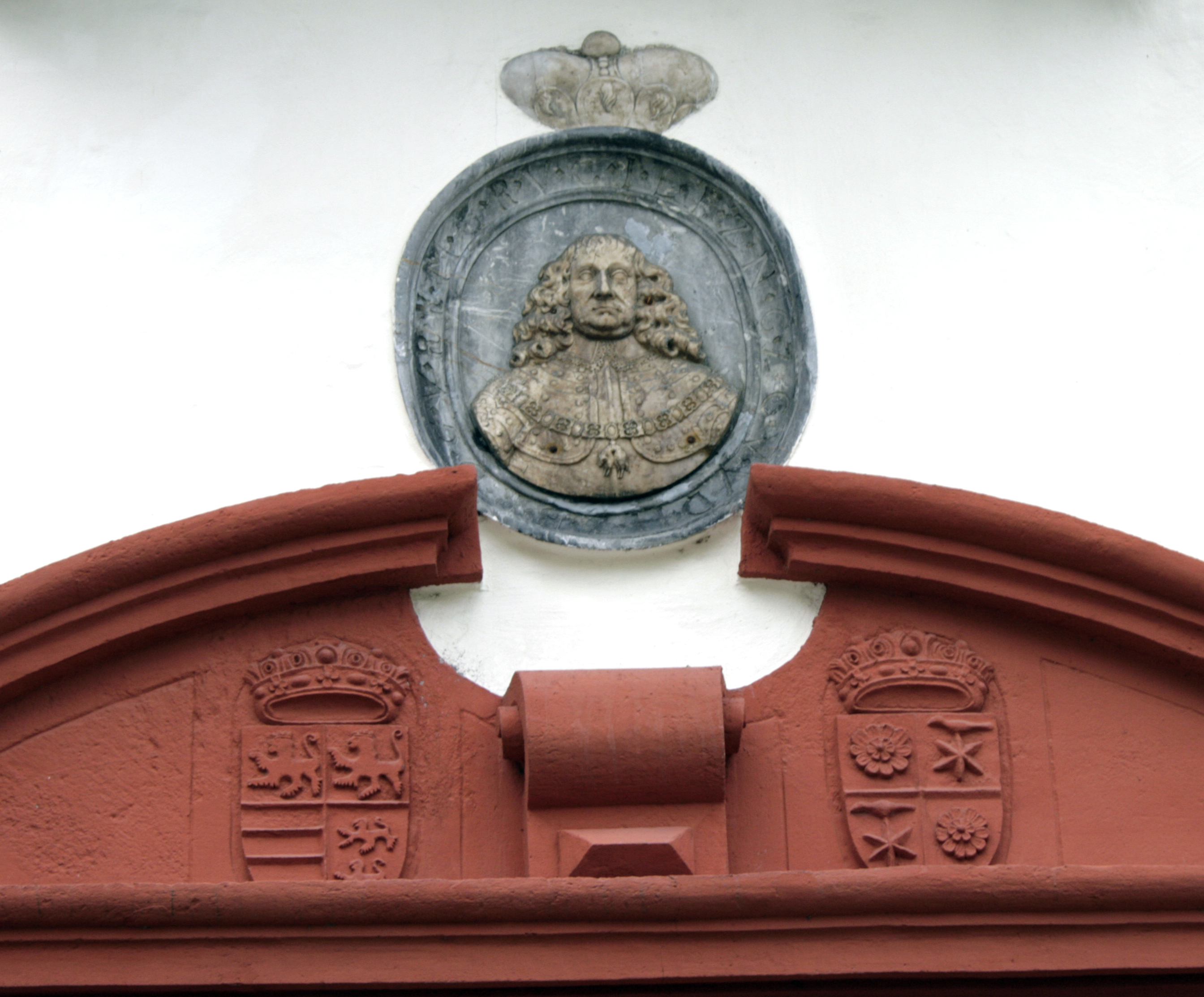
Medaillon über dem Südtor des Innenhofs, früher Haupttor des Schlosses
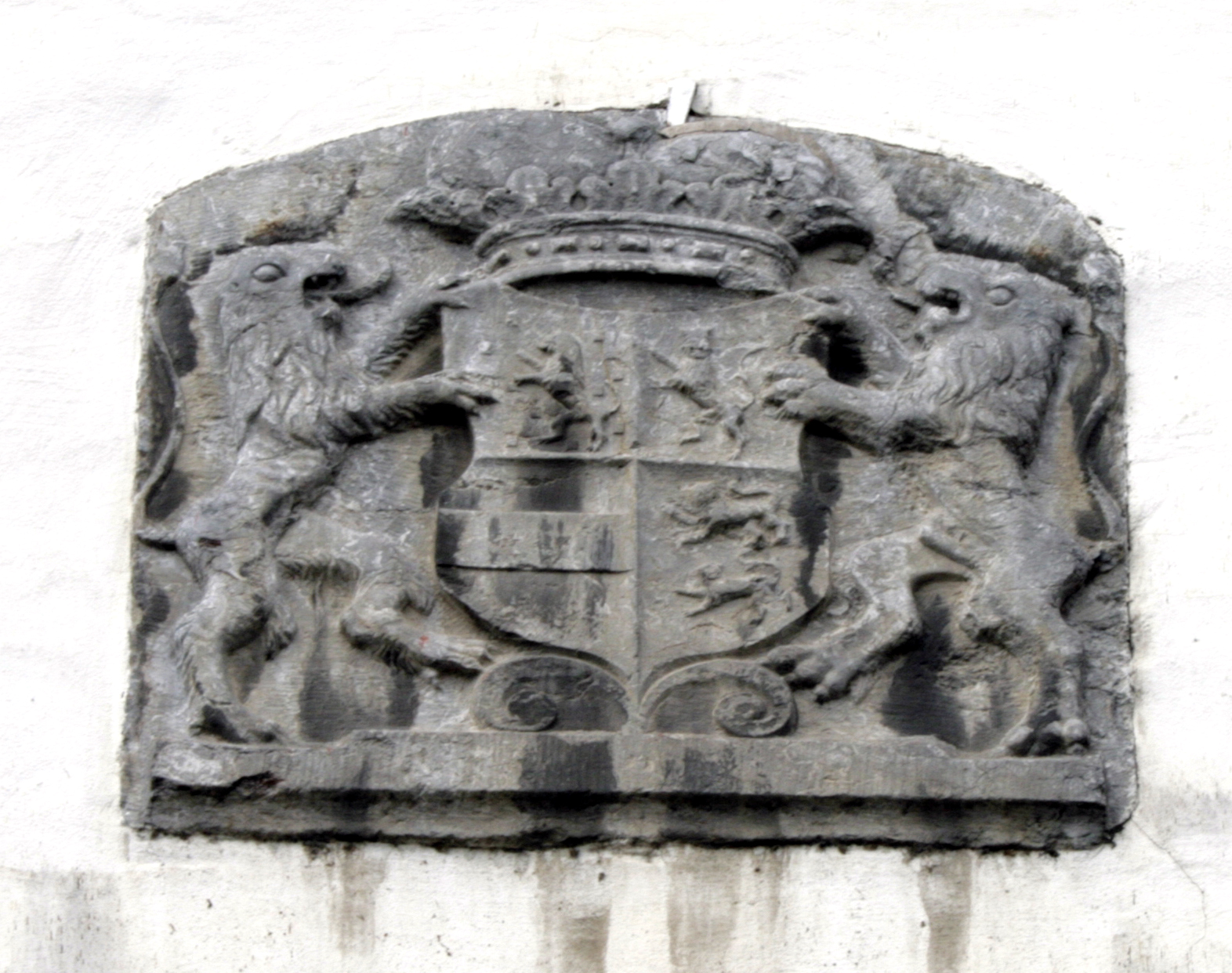
Wappen über dem heutigen Haupteingang im Ostflügel
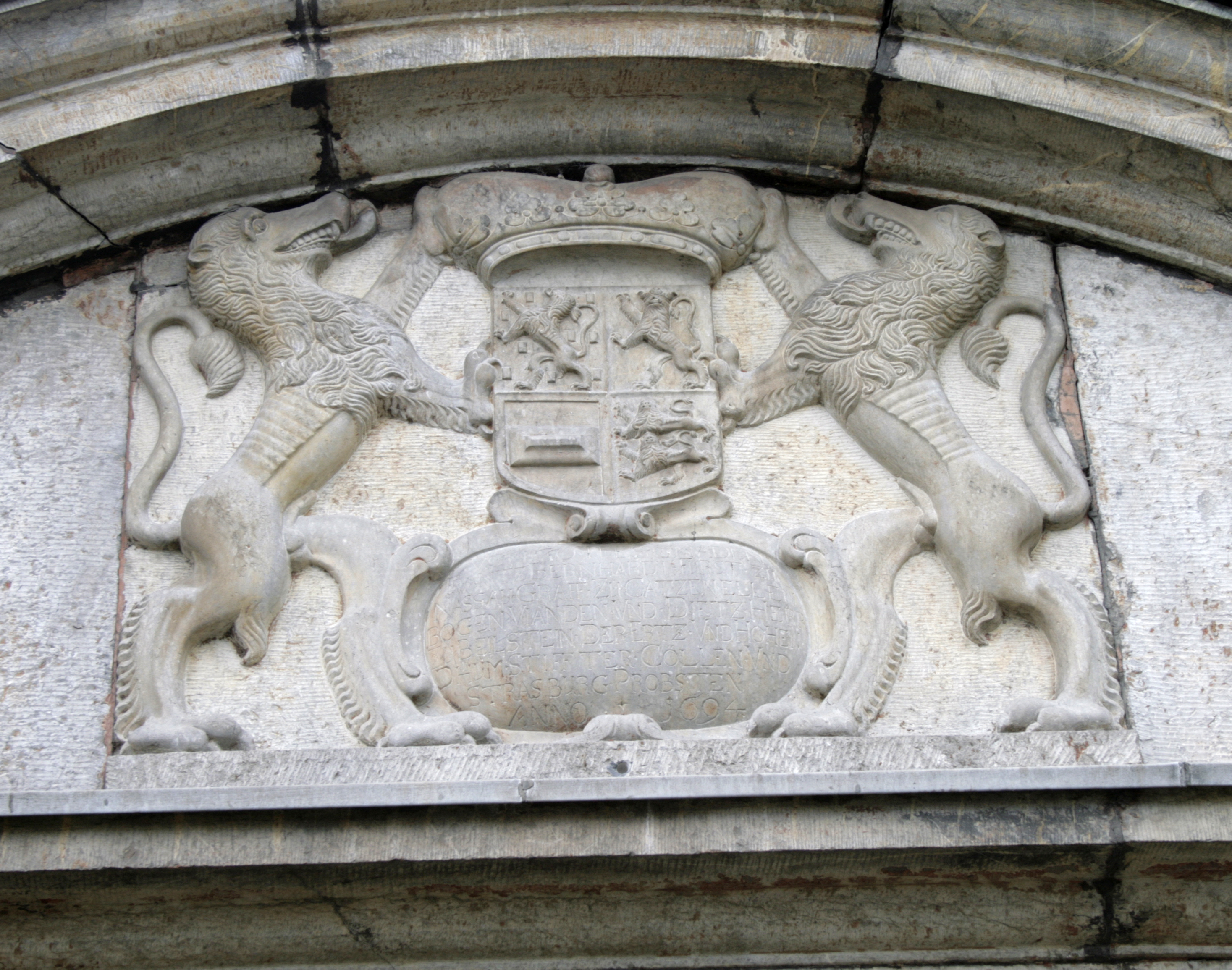
Wappen von Franz Bernhard von Nassau-Hadamar an der Außenmauer des „Neuen Baus“
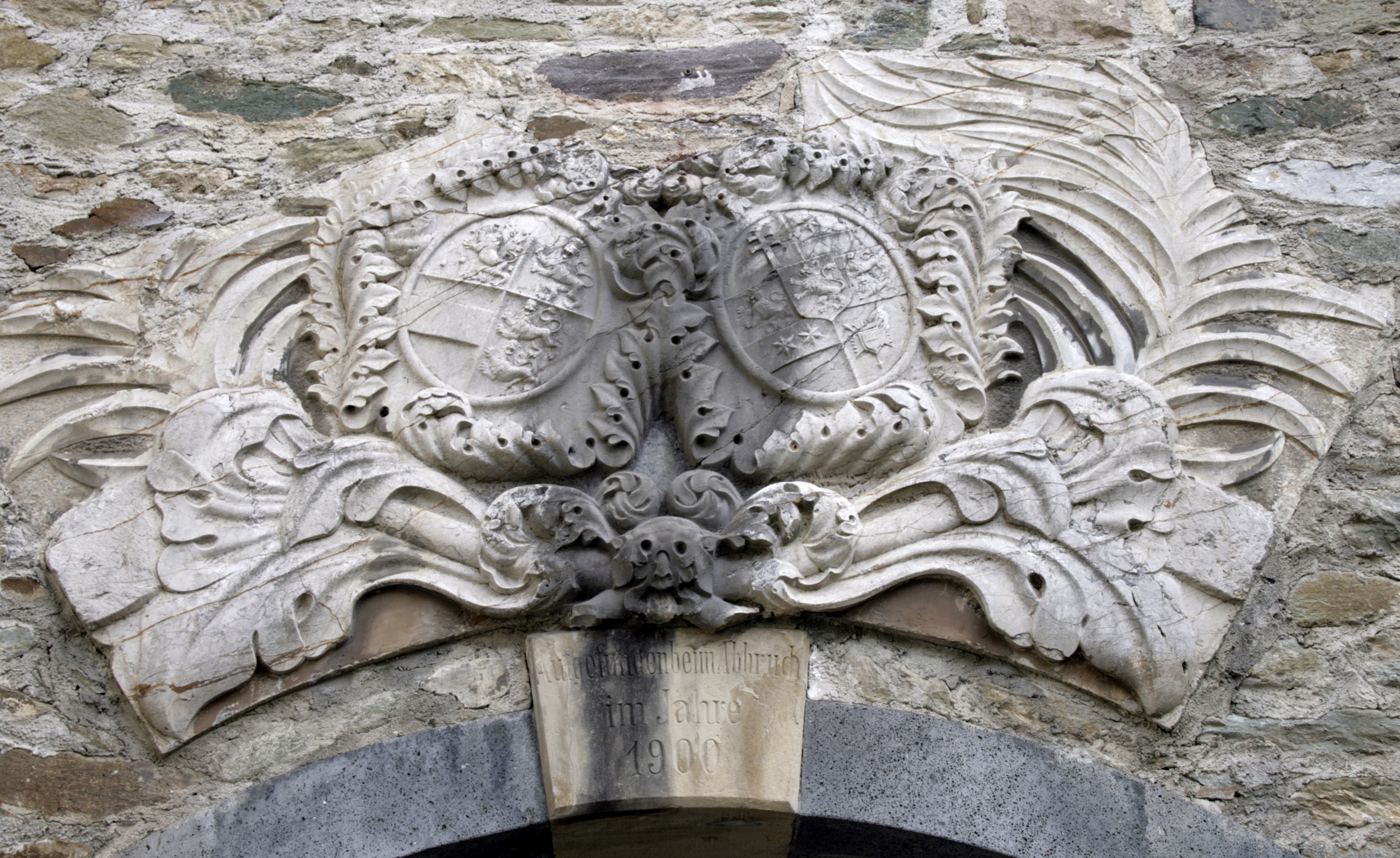
Doppelwappen von Franz Alexander von Nassau-Hadamar und seiner Frau im Hof des „Neuen Baus“
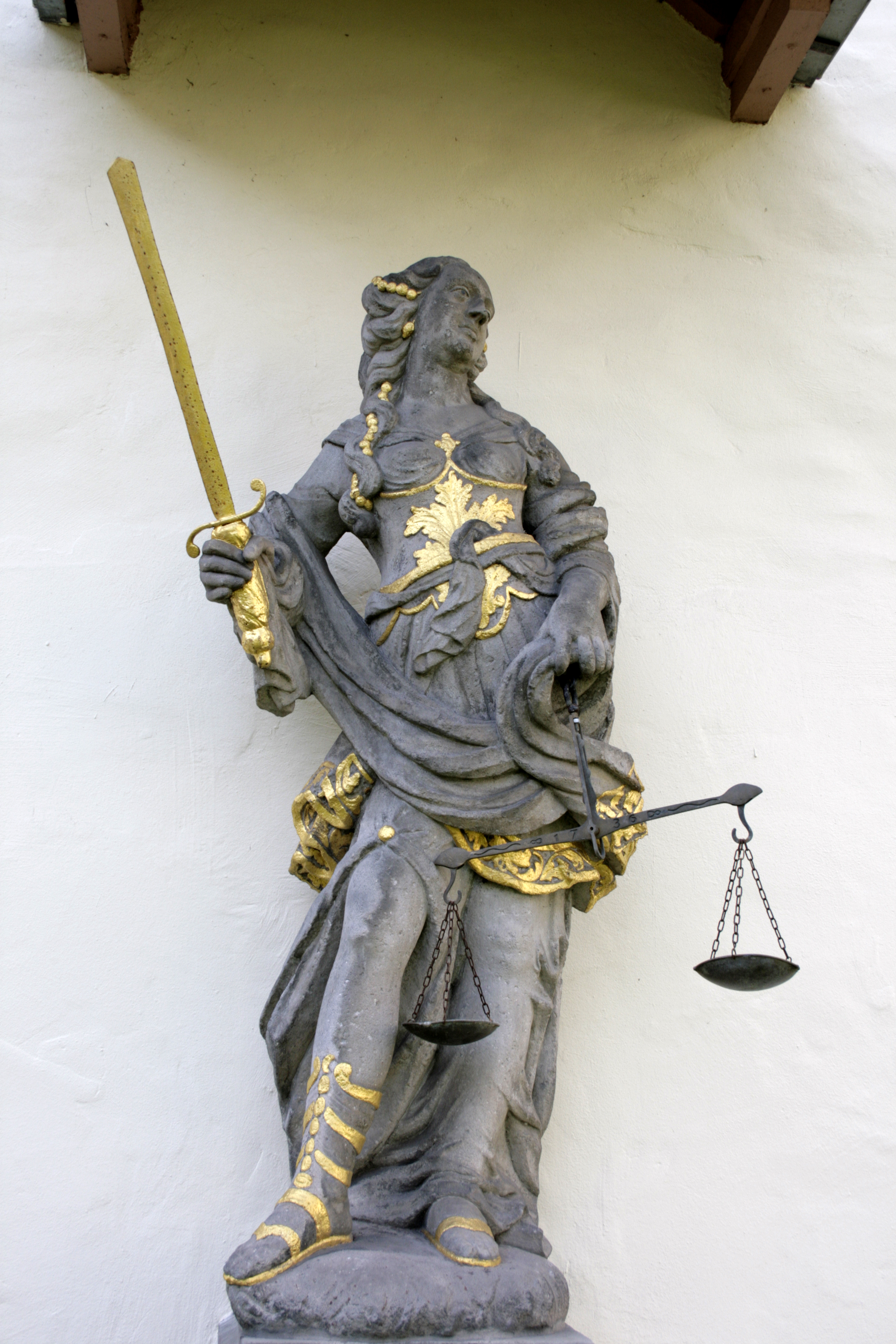
Justitia-Statue im Hof des Amtsgerichts